# Airbus A330

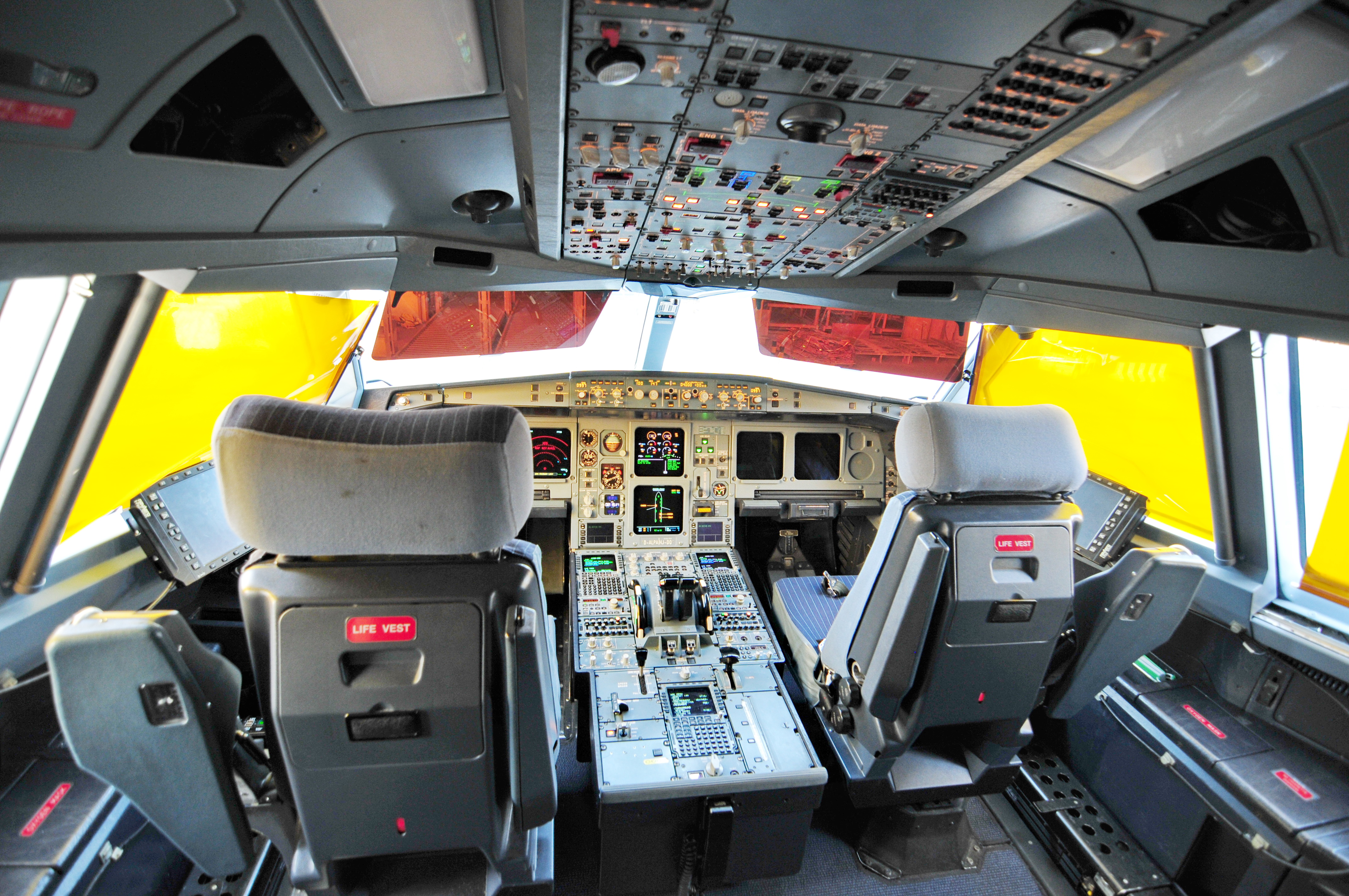
Cockpit einer A330 der Air Berlin

Der Airbus A330 ist ein zweistrahliges Großraumflugzeug des europäischen Flugzeugherstellers Airbus, das als Mittel- und Langstreckenflugzeug ausgelegt ist. Es besitzt zwei Turbofan-Triebwerke mit hohem Nebenstromverhältnis und wie alle modernen Verkehrsflugzeuge ein Zweipersonencockpit. Der Erstflug fand am 2. November 1992 in der Version A330-300 statt. Am 19. Oktober 2017 hatte eine neue Entwicklungsstufe des Flugzeugs, der Airbus A330neo in der Version A330-900, seinen Erstflug, mit dem eine neue Triebwerksgeneration und weitere Änderungen zum Einsatz kommen. Das Suffix neo steht für engl. new engine option. Der weiterhin angebotene Airbus A330 mit den bis 2017 verfügbaren Triebwerken wird zur Unterscheidung A330ceo (engl. current engine option) genannt.
Die Endmontage des Airbus A330 findet in Toulouse statt. Mit der A330 vergleichbare Modelle sind die Boeing-Modelle 767 und 787 sowie die Iljuschin Il-96. Die A330 ist ein Schwestermodell des vierstrahligen Airbus A340. Die „neo“-Versionen A330-800 und A330-900 sollen die Baureihe Airbus A350 im unteren Kapazitätsbereich ergänzen.
Auf der Farnborough International Airshow im Jahr 2008 erreichte der Airbus A330 die Anzahl von 1000 Bestellungen. Bis Dezember 2021 wurden 1527 von 1839 bestellten Flugzeugen dieses Typs ausgeliefert, von denen noch 1446 in Betrieb sind.

## Geschichte

### Konzeption

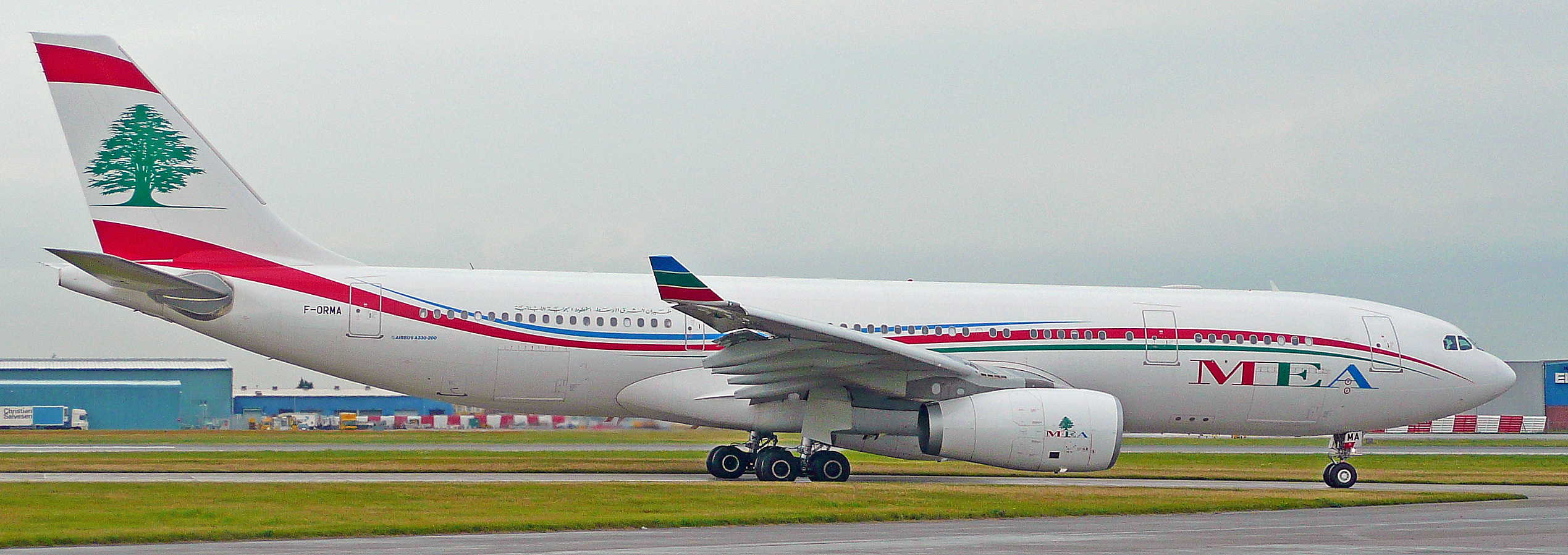
A330-200 der Middle East Airlines

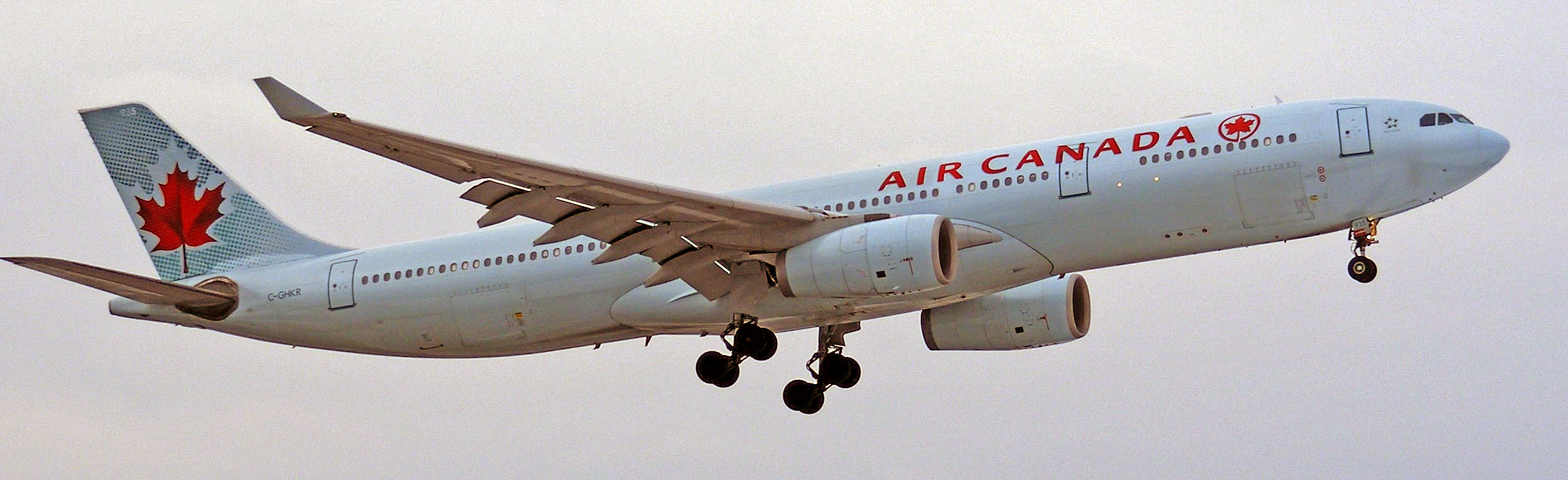
A330-300 der Air Canada

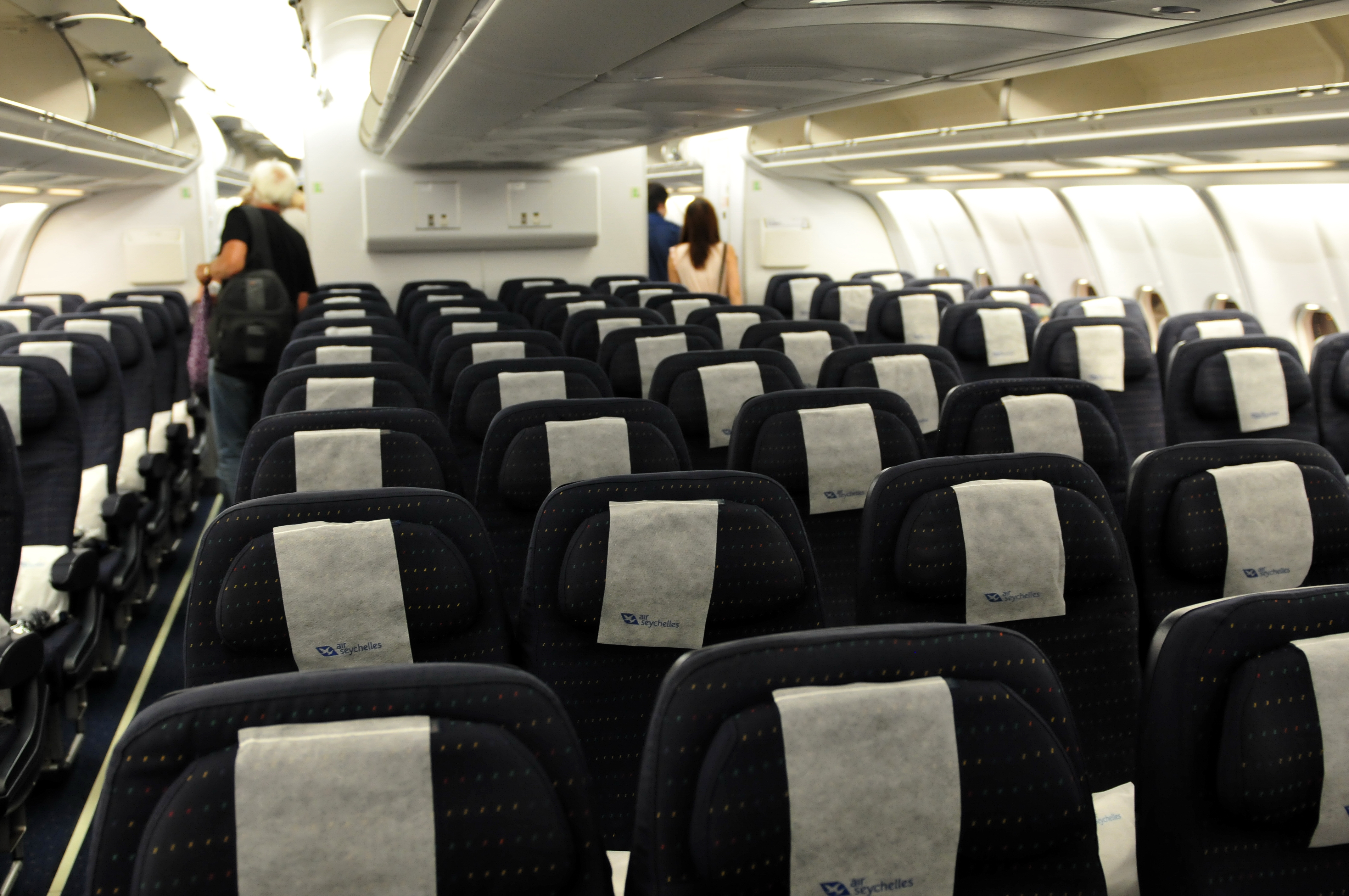
Kabine einer A330

Bereits im Jahr 1981 wurden erste Studien für die A330 bekannt, die damals unter dem Namen TA9 (Twin Aisle, also etwa „Flugzeug mit zwei Gängen“) in der englischen Flugzeugzeitschrift Air International veröffentlicht wurden. Ebenfalls wurden damals die Konzepte der späteren A320-Familie unter dem Namen SA9 und der späteren A340 unter dem Namen TA11 vorgestellt, wobei auch Leistungsdaten genannt wurden. Airbus zog jedoch das A320-Programm vor und stellte damit die Entwicklung der TA9/TA11 zurück.
Dieses Programm der beiden Langstreckenflugzeuge A330/A340 beschloss Airbus am 24. Januar 1986 in München und gab das offiziell im Juni 1987 bekannt. Mit der A330/A340 wollte Airbus in den vor allem von Boeing dominierten Markt der Großraum-Langstreckenflugzeuge eindringen. Zu dieser Zeit gab es für dieses Segment des Linienverkehrs nur die veralteten Modelle McDonnell Douglas DC-10 und Lockheed L-1011 und die etwas neuere Boeing 767 sowie die sowjetische Iljuschin Il-86.
Die beiden Versionen A330/A340-200/300 wurden mit einer praktisch gleichen Konfiguration geplant. Die Modelle unterscheiden sich nur durch die unterschiedliche Triebwerksanzahl (zwei bei der A330 und vier bei der A340). Airbus nutzt für beide die gleichen Tragflächen, Leitwerke und Rumpfteile. Dies reduzierte einerseits die Entwicklungs- und Produktionskosten und schaffte andererseits Synergieeffekte für die Fluggesellschaften bei Wartung und Betrieb. Als Entwicklungsgrundlage wurde der Rumpf des Airbus A300 genommen. Dieser wurde dann nur je nach Version entsprechend gestreckt. Das Cockpit orientierte sich an dem der A320. So wurde das Flugzeug insgesamt eine Mischung aus den technischen Neuerungen der A320-Familie sowie dem Rumpfquerschnitt der A300/A310.

### Programmverlauf
Die erste Präsentation des Flugzeuges (Rollout oder Reveal genannt) fand am 14. Oktober 1992 statt. Einen Monat später, am 2. November 1992, hob der Airbus A330 in der 300er-Version erstmals ab. Der dritte Prototyp war als erster mit kompletter Innenausstattung versehen und schon in den Farben des Erstkunden Air Inter lackiert. Dieses Flugzeug wurde auch für die Zulassungsflüge verwendet, darunter Tests für den Betrieb in heißem Klima am Flughafen Khartum und die ETOPS-Flüge. Die Testflüge wurden im Dezember 1994 nach dem Bestehen aller Tests abgeschlossen. In Europa wurde das Flugzeug am 21. Oktober 1993 zugelassen.
Die ETOPS-Testflüge wurden für den Airbus A330-300 vom 25. August bis zum 6. September 1993 durchgeführt. Bei diesen Tests flog die A330 sechs Stunden mit nur einem Triebwerk über dem Nordatlantik. Die A330 bekam damit die Zulassung für den 90-Minuten-ETOPS. Ab 1998 wurden alle neuen Airbus A330 für ETOPS-180 zugelassen. Im November 2009 hat die europäische Luftaufsichtsbehörde EASA allen Typen des Airbus A330 die 240-Minuten-ETOPS-Zulassung genehmigt. Die EASA begründete diese Zulassung mit der hohen Zuverlässigkeit dieses Typs. Kunden können diese Erweiterung als Option für neue A330 bestellen.
Der Bau der verkürzten 200er-Variante wurde im November 1995 beschlossen. Bereits zwei Jahre später, am 13. August 1997, hob diese Version erstmals ab. Sie wurde am 29. April 1998 an den Erstkunden ILFC und dessen Leasingnehmer Canada 3000 übergeben.

### Verkaufserfolg durch den steigenden Ölpreis
Durch die steigenden Kerosinpreise konnte die A330 mit der Zeit immer mehr ihren im Vergleich zum A340 geringeren Kerosinverbrauch als Vorteil ausspielen. Deshalb verkaufte sich der Airbus A330 weiterhin sehr gut. Somit bestätigte sich Hartmut Mehdorns Voraussage, dass sich der für Charterfluggesellschaften konzipierte Airbus A330 langfristig dreimal so gut verkaufen werde wie die A340. Andere Experten hätten dies nicht erwartet.
Ab Dezember 2004 wurde der Airbus A350 projektiert, der ursprünglich als Weiterentwicklung der A330 geplant war, jedoch später stärker modifiziert wurde. Da die Kundenkritik anhielt, wurde diese Entwicklung gestoppt, und Airbus stellte stattdessen ein komplett neues Flugzeug mit dem Namen A350 XWB vor. Dieser neu konstruierte Typ sollte nicht mehr auf der A330 basieren und einen größeren Rumpfdurchmesser (die Abkürzung XWB steht für eXtra-Wide Body) haben.
Ein weiterer Aufschwung der Bestellungen zeigte sich bei Airbus durch die Verschiebung des Erstfluges und der Auslieferung der Boeing 787. Viele Fluggesellschaften leasen oder kaufen Airbus A330 als Ersatz für die geplanten 787. Aus diesem Grund verschob Airbus den Erstflug und die Auslieferung des Airbus A330-200F, da die Fertigungslinie für A330 in Toulouse ausgelastet ist.

## Kommunalität

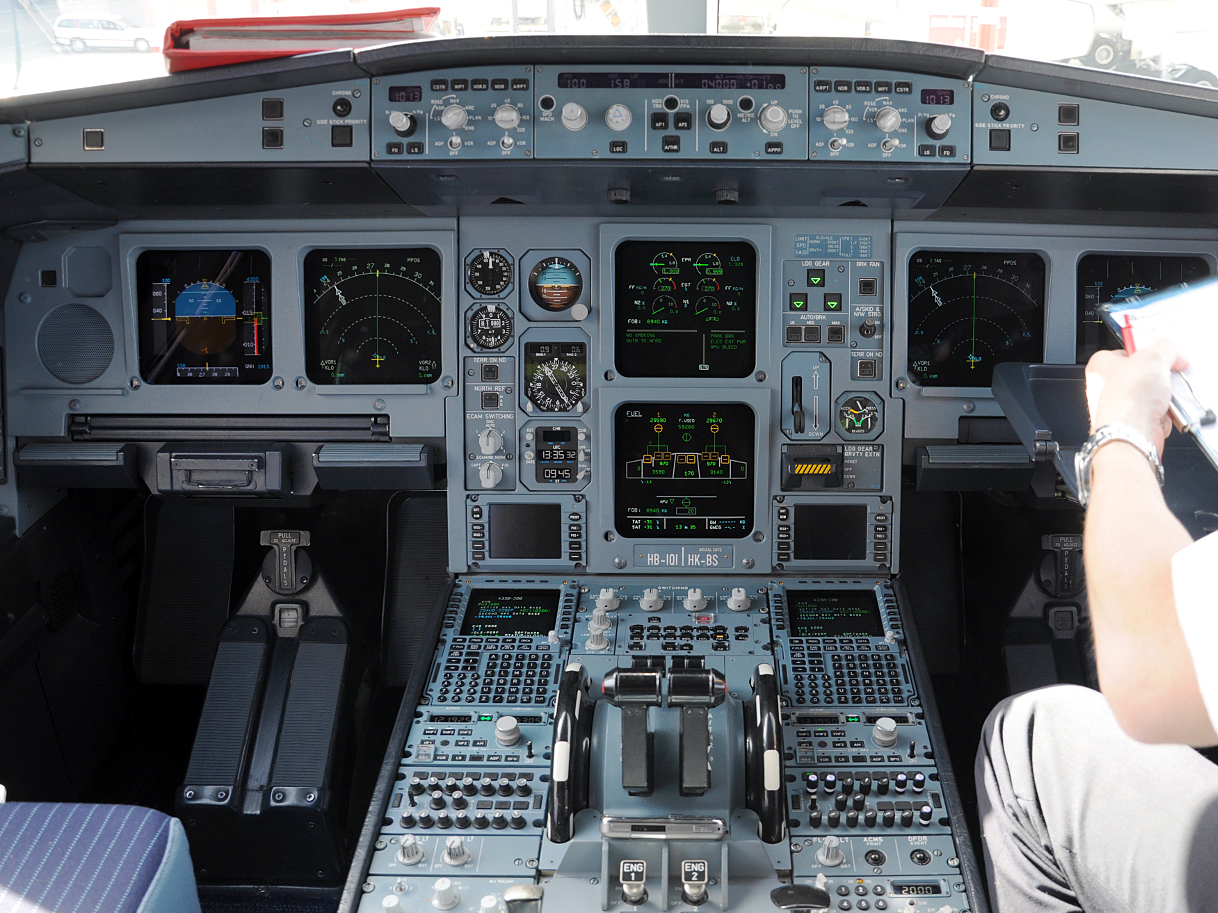
Cockpit eines Airbus A330

In vielen Bereichen der A330 findet man die Anwendung der sogenannten Kommunalität wieder: Die verbauten Systeme verschiedener Flugzeugtypen sind nahezu identisch, sodass Kosten bei Herstellung, Wartung und Betrieb eingespart werden können. So ist der Airbus A330 praktisch ein A340-300 mit nur zwei Triebwerken. Die Verstärkung der Tragflächen über den äußeren Triebwerken der vierstrahligen A340 entfallen beim A330; die elektronischen Flugsysteme (Avionik) sowie die Cockpits an sich sind im Wesentlichen die gleichen wie beim A340 und der A320-Familie. Auch die Cockpits des A380 und A350 orientieren sich hieran, was eine Reduzierung der Ausbildungs- und Schulungskosten der Flugzeugführer ermöglicht. Bei der Lagerung und Anschaffung von Ersatzteilen können diese Synergieeffekte ebenfalls genutzt werden.

## Fertigung und Logistik
Wie bei allen Airbus-Flugzeugen werden die einzelnen Komponenten dezentral hergestellt, nur die Endmontage findet im französischen Toulouse statt. Die Bugsektion sowie die Aufhängungen der Triebwerksgondeln und ein Abschnitt des mittleren Rumpfes werden in Frankreich gebaut, das Höhenleitwerk wird in Spanien gefertigt. Die Airbus-Standorte in Deutschland bauen den Rumpf bis auf die oben genannten Sektionen, das Seitenleitwerk und die Kabineneinrichtung. Für die Tragflächen ist das Airbus-Werk Broughton in Großbritannien zuständig. Es werden sieben A330 pro Monat hergestellt und ausgeliefert. Geplant ist, dies auf zehn Maschinen pro Monat (2015)[veraltet] zu erhöhen.
Der Transport der Rumpfsektion, der Tragflächen und der Leitwerke erfolgt durch den Airbus Beluga XL.

## Technik

### Technische Neuerungen
Im Airbus A330 finden sich viele technische Neuerungen. Dazu gehört etwa ein digitales Fly-by-wire-Flugkontrollsystem, das erstmals bei einem Großraumflugzeug angewandt wurde, ebenso wie ein Sidestick an Stelle eines Steuerhorns. Der A330 wurde mit einem sogenannten Glas-Cockpit mit Kathodenstrahlröhren, später Flüssigkristallbildschirmen (LCD) ausgeliefert. Die Anzahl analoger Instrumente wurde verringert. In späteren Tranchen wurden auch die analogen „Back-up“-Instrumente durch ein zentrales Kombiinstrument ersetzt. Erste Sektoren des Rumpfes werden teilweise aus Verbundwerkstoffen gefertigt. Der Airbus A330 hat ein sogenanntes FADEC-System, bei dem die Triebwerkskontrolle und -überwachung von einem Computer übernommen werden.

### Rumpf

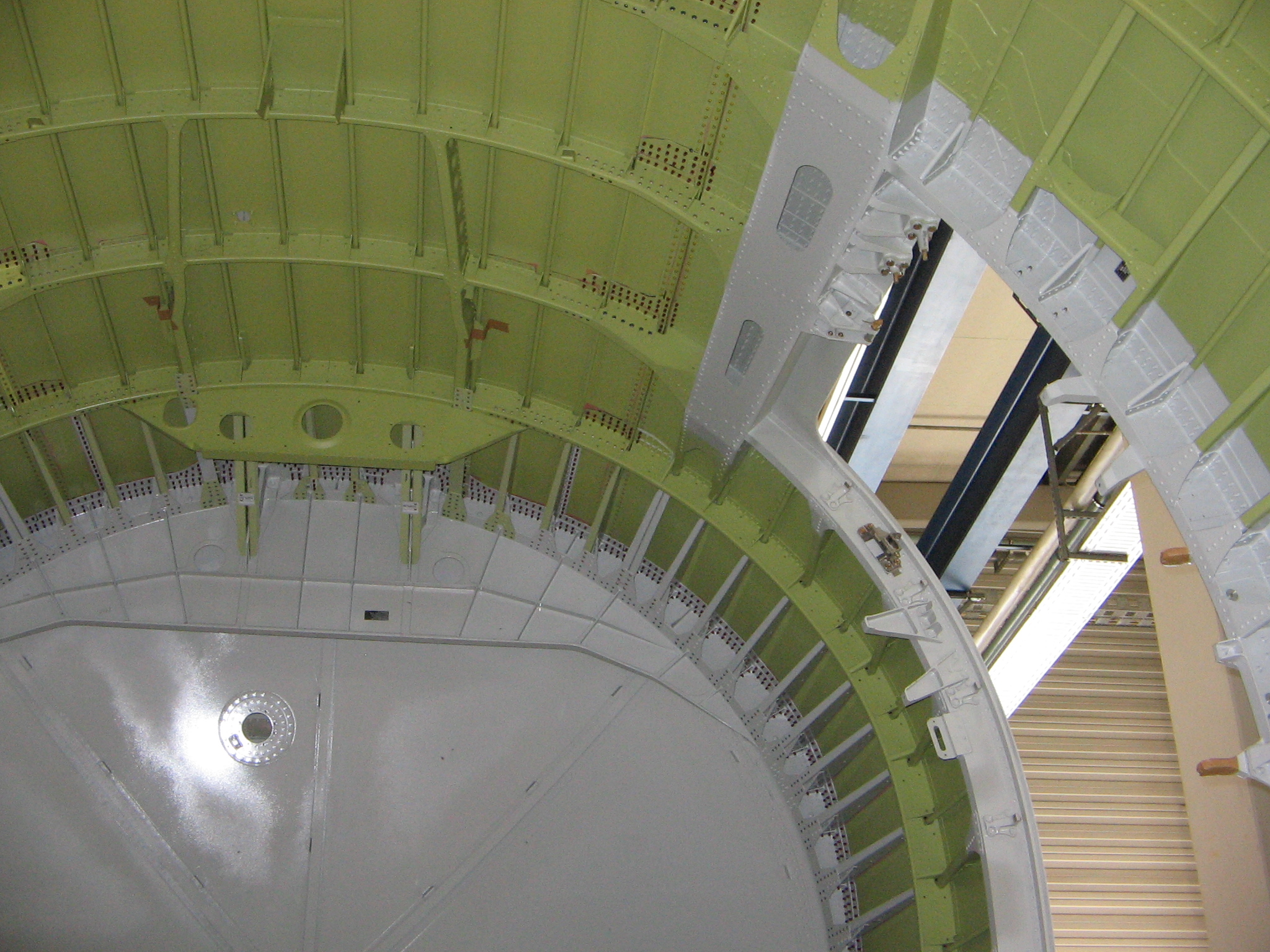
Rumpfsektion der Schwester A340

Bauweise und Durchmesser des Rumpfes wurde aus dem A300/A310-Programm übernommen und je nach Version entsprechend verlängert und durch die Lage der Türen modifiziert. Der Rumpf ist in Aluminium-Halbschalenbauweise konstruiert und in Sektionen unterteilt, um den Transport zu vereinfachen. Er ist druckbelüftet, mit Ausnahme des Hecks. Der Airbus A330 hat insgesamt 8 Türen, die zum Teil als Notausgänge konzipiert sind. Im unteren Teil des Rumpfs sind vor und hinter dem Hauptfahrwerk je ein Frachtraum, die durch jeweils eine große Frachttür von der rechten Seite aus zu beladen sind. Die Frachträume sind komplett mit einem Rollenbahnsystem ausgestattet, das die Beladung mit Standardcontainern ermöglicht. Die A330 hat einen außergewöhnlich großen Frachtraum, dessen Volumen dem der größeren Boeing 747 entspricht.

### Tragflächen
Der Airbus A330 ist als Tiefdecker ausgelegt. Die Tragflächen sind eine Neuentwicklung, in die aber die Erfahrungen aus dem Airbus A310 eingeflossen sind. Die Tragflächen wurden speziell für die Langstrecke entwickelt, woraus sich eine relativ hohe Spannweite ergab, auch um den erforderlichen Kraftstoff unterzubringen. Das Profil ist eine Weiterentwicklung des superkritischen Profils der A310. Die Tragflächen unterscheiden sich nur geringfügig von denen der A340, lediglich die Leitungen zu den Triebwerken (die A340 hat vier davon) und deren Aufhängungen sind unterschiedlich. Die Flügel bestehen aus drei Kastenholmen und sind aus Aluminium gefertigt. Die Pfeilung beträgt 30°. Sie sind fest mit dem im Rumpf integrierten Flügelkasten verbunden. In jedem Flügel sind zwei Kraftstofftanks. Der Airbus A330 hat dazu noch einen Centertank im Rumpf, und somit eine Kapazität von 135.000 Litern Kraftstoff. Verkleidungen, die äußeren Landeklappen, die Spoiler und Querruder sind aus Faserverbundkunststoff gefertigt. Als Auftriebshilfen hat die A330 an der Vorderkante Vorflügel (Slats), die an den Triebwerksaufhängungen unterbrochen sind. Sie können durch heiße Triebwerkszapfluft enteist werden. An der Hinterkante sind die Auftriebshilfen (Flaps). Diese sind als einfache Fowlerklappen ausgelegt und verlaufen durchgehend vom Rumpf bis zu dem Punkt, wo sich beim Airbus A340 die äußeren Triebwerke befinden. Hier schließen sich zwei unabhängige Querruder an, die von jeweils zwei Hydrauliksystemen angesteuert werden. Die Querruder werden durch auf der Tragflächenoberseite angebrachte Spoiler unterstützt, diese dienen auch als Luftbremsen. An der Tragflächenspitze sind Winglets angebracht, die sowohl den Widerstand verringern, als auch selbst Auftrieb erzeugen.

### Leitwerk

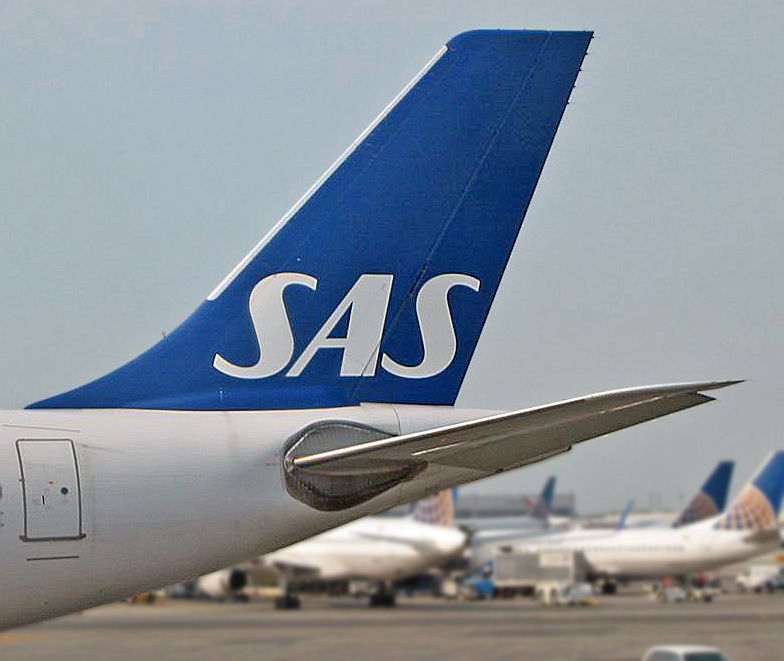
Leitwerk einer A330-300 der SAS

Das Leitwerk der A330 ist als freitragendes, konventionelles Leitwerk mit Flossen und Rudern ausgeführt. Es hat keine Enteisungsmöglichkeit. Das Seitenleitwerk wurde von der A310 übernommen und besteht aus mit Kohlenstofffasern verstärktem Verbundwerkstoff (KFK). Das Höhenleitwerk wurde neu entwickelt. Die Höhenflosse ist zur Trimmung voll beweglich und besteht aus einem Aluminiumholm, der Rest ist ebenfalls aus KFK gefertigt. Jede Version der A330 hat im Höhenleitwerk einen Trimmtank eingebaut, der ebenfalls von der A310 übernommen wurde. Während des Fluges wird, durch einen Rechner gesteuert, zur Schwerpunktoptimierung Kraftstoff zwischen dem Trimmtank und den anderen Tanks hin- und hergepumpt. Die dadurch geringeren notwendigen Ausschläge des Höhenleitwerks führen zu einer Kraftstoffersparnis. Der Trimmtank kann auch als zusätzlicher Kraftstofftank genutzt werden.

### Fahrwerk
Das Fahrwerk des Airbus A330 besteht aus einem einachsigen Bugfahrwerk mit zwei Rädern und zwei Hauptfahrwerken, die zweiachsig mit jeweils vier Rädern ausgestattet sind. Es ist als konventionelles Einziehfahrwerk ausgeführt und wird hydraulisch betätigt. Die Bugradlenkung sowie die Bremsen mit Scheiben aus Kohlenstoff, mit denen die acht Hauptfahrwerksräder ausgestattet sind, werden ebenfalls hydraulisch betätigt. Das Bugfahrwerk ist bei der A330 ungebremst. Eine Besonderheit ist (gemeinsam mit der A340) der sogenannte „shortening mechanism“, der die Hauptfahrwerksbeine beim Einfahren um 6 Zoll, das sind 15,24 cm, verkürzt.

### Flugsteuerung
Die A330 hat ein digitales, mehrfach computerüberwachtes Flugsteuerungssystem, das mittels des Sidesticks und der Ruderpedale im Cockpit betätigt wird. Es wurde von der A320 übernommen und wird auch im Airbus A340 verwendet. Es besteht keine mechanische Verbindung mehr zu den Steuerflächen. Alle Steuerflächen werden hydraulisch von drei unabhängigen Hydrauliksystemen (Yellow, Green, Blue) betätigt. Durch die digitale Steuerung, mit fünf voneinander unabhängigen Computern, hat Airbus eine Reihe von elektronischen Sicherheitsroutinen eingebaut, die das Flugzeug vor unkontrollierten Flugzuständen schützen sollen. Ein solches System wurde hier erstmals in einem Großraumflugzeug angewandt. Boeing zog erst Jahre später mit der 777 nach. Durch dieses System konnte Airbus ein Cockpitlayout und Flugverhalten erreichen, das der A320-Familie so ähnlich ist, dass es Piloten nach einer kurzen Schulung möglich ist, diesen Flugzeugtyp zu fliegen.

### Triebwerke
Am Airbus A330 werden insgesamt drei verschiedene Triebwerke eingesetzt: das General Electric CF6-80E, das PW4000-100 von Pratt & Whitney und das Rolls-Royce Trent 700. Die letzten zwei wurden speziell für die A330 entwickelt.
| Kenngröße       | General Electric CF6-80E     | Pratt & Whitney PW4000-100   | Rolls-Royce Trent 700            |
| --------------- | ---------------------------- | ---------------------------- | -------------------------------- |
| Gesamtlänge     | 7,95 m                       | 6,17 m                       | 7,32 m                           |
| Turbinenlänge   | 6,18 m                       | 4,29 m                       | 5,62 m                           |
| Fan-Durchmesser | 2,44 m                       | 2,56 m                       | 2,47 m                           |
| Schub           | 281 bis 304 kN               | 287 bis 311 kN               | 300 bis 316 kN                   |
| Masse           | 5092 kg                      | 5661 kg                      | 6160 kg                          |
| Preis           | ca. 16 bis 17 Mio. US-Dollar | ca. 24 bis 28 Mio. US-Dollar | ca. 35,5 bis 37,5 Mio. US-Dollar |

Das Trent 700 hat beim Airbus A330 einen Marktanteil von ungefähr 60 %, Abnehmer sind zum Beispiel Egypt Air, Lufthansa, Gulf Air und Etihad Airways. Die restlichen 40 % Marktanteil teilen sich etwa zur Hälfte jeweils das PW4000 und das CF6. Beispiele für Nutzer sind hier für das CF6 Air France und Qantas und für das PW4000 China Southern Airlines, Air Berlin und Korean Air.
Im Juni 2019 stellte ein Trent 700 Triebwerk eines Aeroflot A330 einen neuen Laufzeitrekord für Großraumflugzeuge auf. Das Triebwerk befindet sich seit 2008 im Einsatz und erreichte über 50.000 Flugstunden Einsatzzeit, ohne Revisionsarbeiten zu benötigen.

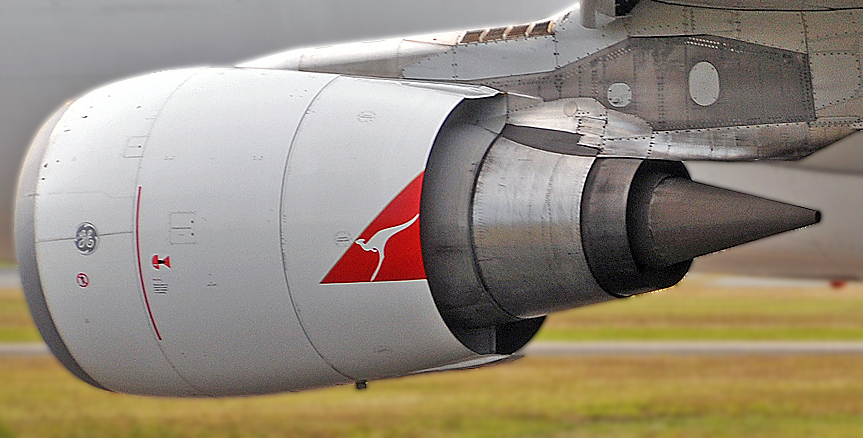
General Electric CF6-80E1A3-Triebwerk an einer A330-303 der Qantas
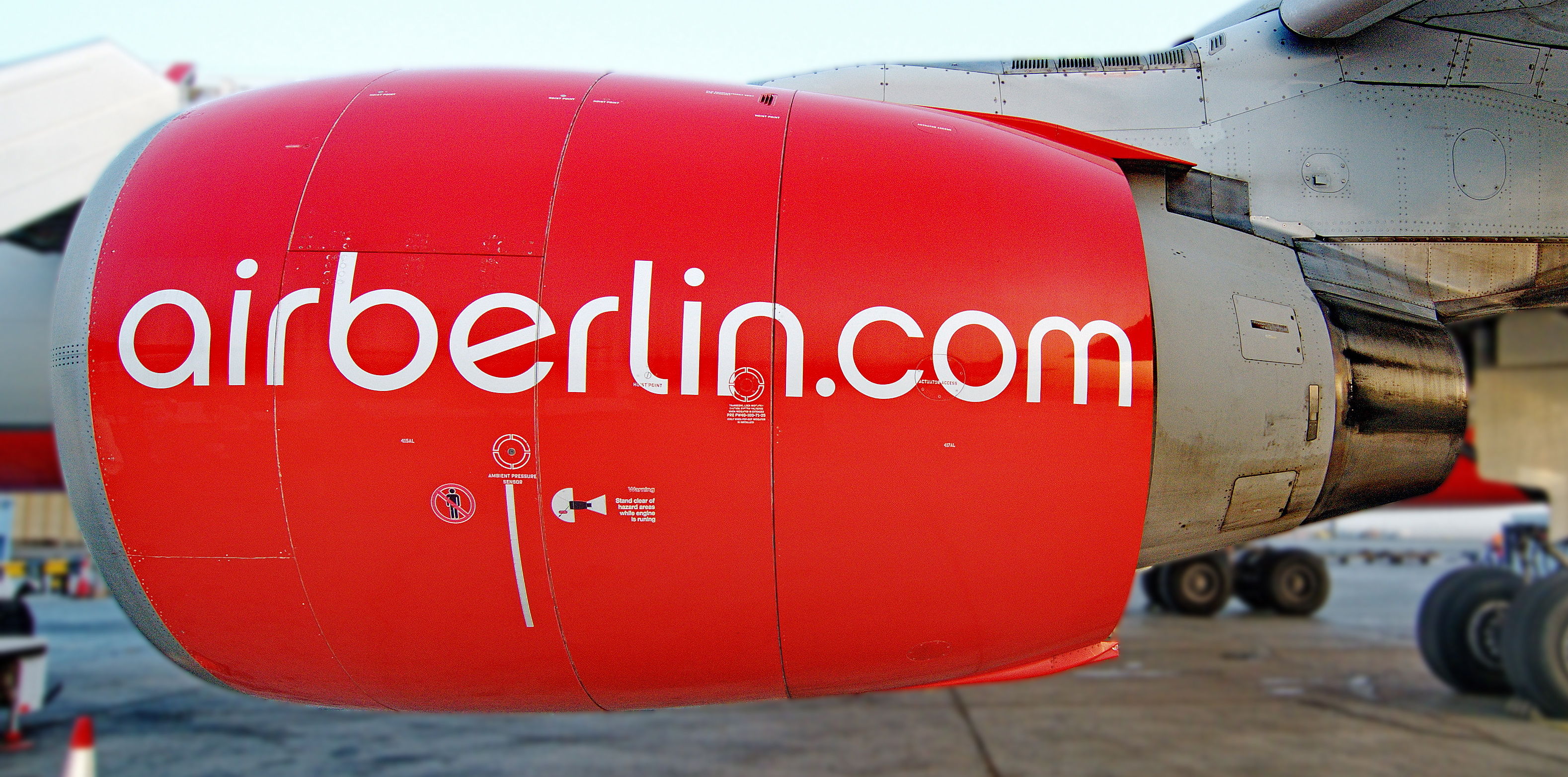
Pratt & Whitney PW4168A-Triebwerk an einer A330-223 der Air Berlin
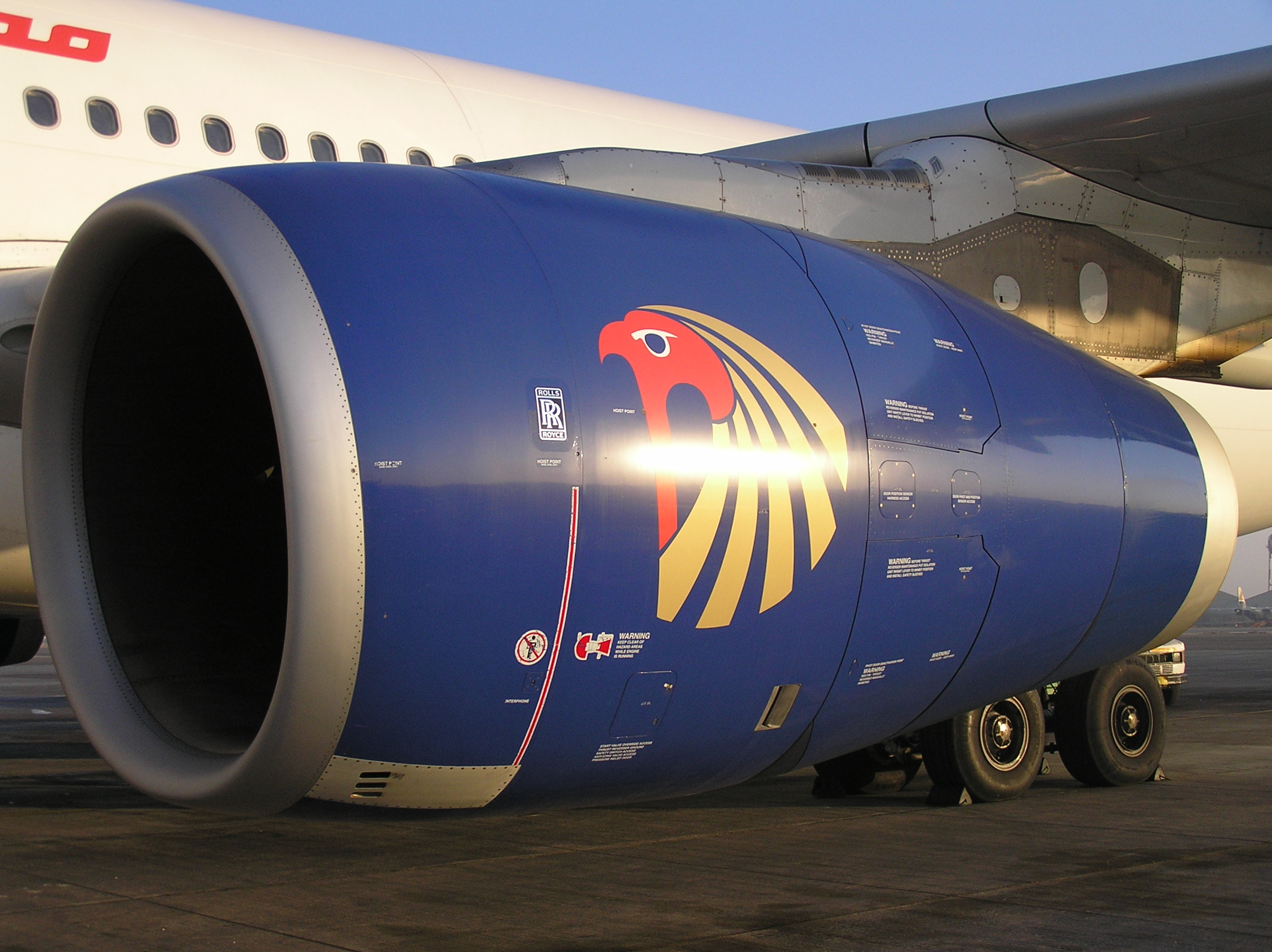
Rolls-Royce Trent 772B-Triebwerk an einer A330-243 der Egypt Air

### Kabine
Einige Konfigurationen der Familie A330/A340 haben mehr als ein von Passagieren betretbares Deck, sind also Doppeldecker: Airbus bietet als Option zur Steigerung der Sitzplatzanzahl die sogenannten Lower Deck Facilities an. In dieser Konfiguration wird eine Fläche des Frachtraums, etwa auf Höhe des Flügels, durch Wände abgetrennt und durch einen Treppenaufgang mit dem Passagierraum verbunden, und so Raum für die sanitären Anlagen des Hauptdecks geschaffen. Je nach Konfiguration können somit vier bis sechs zusätzliche Reihen eingebaut werden.
Im Falle der A330-200 hat eine Version dieses Typs der Thomas Cook Group diese besondere Konfiguration – bei diesem Modell kann außerdem die maximale Sitzplatzanzahl von 406 nur in dieser Konfiguration erreicht werden.

## Varianten
Den A330 gibt es in vier Hauptvarianten, diese werden als -200, -300, -800 und -900 bezeichnet.

### A330ceo (Current Engine Option)
- A330-200: Kürzere Variante mit größerer Reichweite (ca. 13.450 km), ideal für Langstreckenflüge mit weniger Passagieren. Insgesamt wurden 662 Exemplare bestellt
- A330-300: Längere Variante mit höherer Kapazität, aber etwas geringerer Reichweite (ca. 11.750 km). Es ist die meistverkaufte Variante mit 818 Bestellungen

### A330neo (New Engine Option)
- A330-800: Nachfolger des A330-200 mit moderner Aerodynamik und effizienteren Triebwerken, Reichweite bis zu 13.334 km. Bisher nur 12 Bestellungen, da viele Airlines sich für den größeren A330-900 entscheiden
- A330-900: Nachfolger des A330-300 mit größerer Passagierkapazität und einer Reichweite von ca. 12.130 km. 288 Bestellungen, da er als wirtschaftliche Alternative zum A350 gilt.

Die bisherigen Varianten werden in den nachfolgenden Tabellen beschrieben:
| A330-2xx | Triebwerk     | A330-3xx | Triebwerk     |
| -------- | ------------- | -------- | ------------- |
| -201     | GE CF6-80E1A2 | -301     | GE CF6-80E1A2 |
| -202     | GE CF6-80E1A4 | -302     | GE CF6-80E1A4 |
| -203     | GE CF6-80E1A3 | -303     | GE CF6-80E1A3 |
|          |               | -321     | PW 4164       |
| -222     | PW 4168       | -322     | PW 4168       |
| -223     | PW 4168A      | -323     | PW 4168A      |
|          |               | -341     | RR Trent 768  |
|          |               | -342     | RR Trent 772  |
| -243     | RR Trent 772B | -343     | RR Trent 772B |

Beispiel: Ein Airbus A330-323 ist ein Airbus A330-300 mit PW-4168A-Triebwerken.

### A330-200

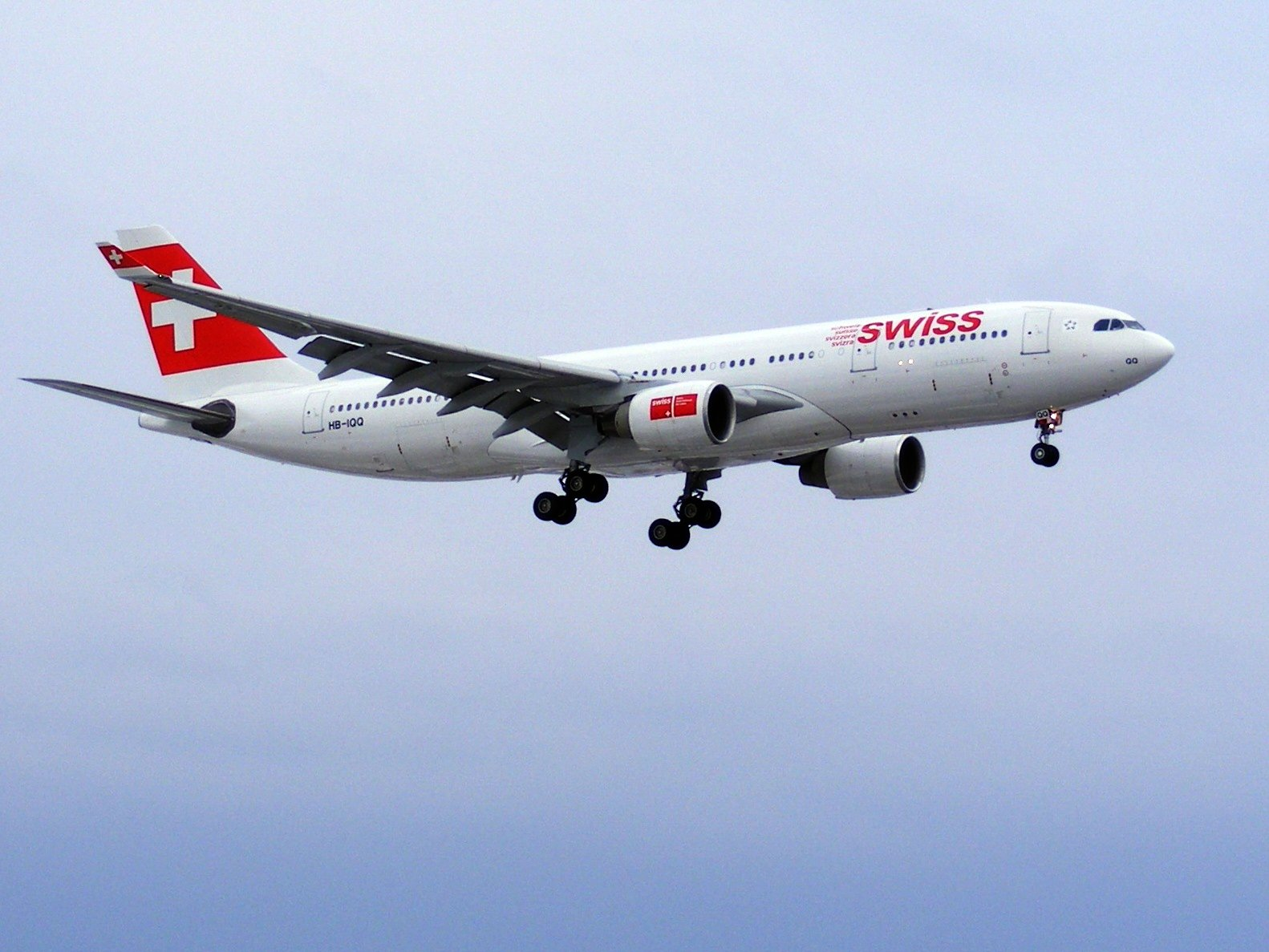
Ehemalige A330-200 der Swiss mit PW 4000-Triebwerken

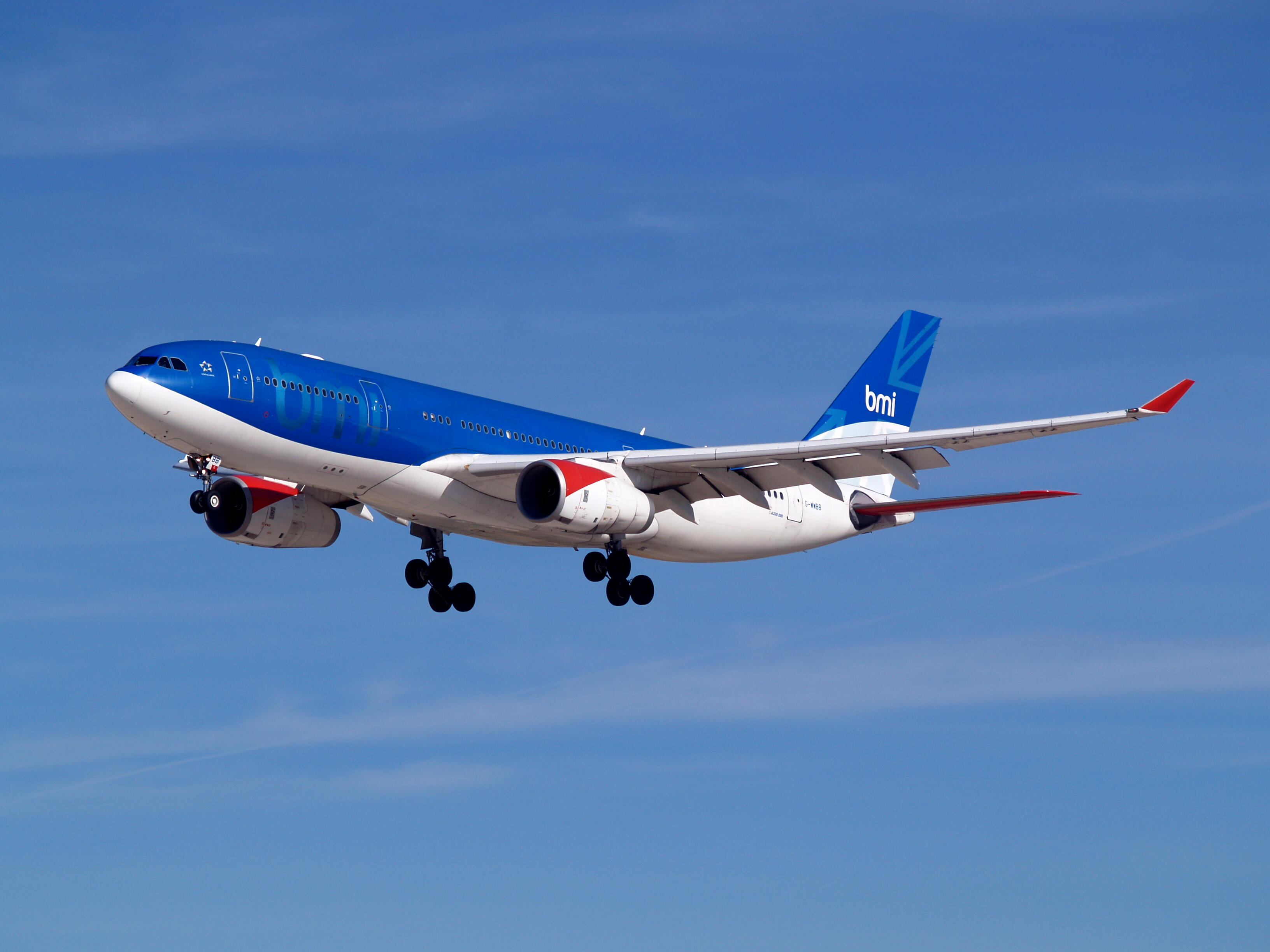
A330-200 der British Midland Airways

Die A330-200 wurde entwickelt, um die A300-600R zu ersetzen und der Boeing 767-300ER Konkurrenz zu machen. Das A330-200-Programm wurde im November 1995 offiziell gestartet, die erste Bestellung über 13 Maschinen gab ILFC im Februar 1996 ab. Der Erstflug folgte am 13. August 1997, die Zulassung im April 1998.
Die A330-200 ist größtenteils identisch zur A330-300, ausgenommen der um zehn Spanten gekürzte Rumpf. Aus der damit um fast sechs Meter verringerten Länge ergibt sich eine maximale Passagierkapazität von 256 Passagieren in drei Klassen. Andere wichtige Unterschiede sind ein höheres Seitenleitwerk und ein zusätzlicher Kraftstofftank, mit dem sich die Reichweite auf 12.500 km erhöht.
Die A330-200 wird unter anderem von Air Algerie, Air China, Avianca, Air France, Air Serbia, KLM, China Eastern, China Southern, Delta, Discover Airlines, Iberia, ITA-Airways, Turkish Airlines, Qantas, Oman Air, Hong Kong Airlines, Iran Air, Wamos Air, TAP Air Portugal und Southwind Airlines betrieben.
Weil sich besonders diese Variante sehr gut verkauft und der Boeing 767 fast den gesamten Markt nahm, startete Boeing ein neues Flugzeugprogramm, das insbesondere der A330-200 Konkurrenz machen soll. Dieses Programm, zunächst 7E7 getauft, verkauft sich mittlerweile sehr erfolgreich als Boeing 787.
2009 wurde erstmals durch Korean Air eine Version der A330-200 mit einem höheren Startgewicht von 238 Tonnen bestellt, was die Reichweite auf maximal 13.334 Kilometer vergrößert.
Bis Februar 2020 hat Airbus Aufträge für 660 Maschinen erhalten, von denen 640 ausgeliefert wurden. Zwei wurden durch die Tamil Tigers zerstört und zwei Maschinen gingen bei Abstürzen verloren (siehe Text).

#### ACJ330
Unter der Bezeichnung ACJ330 (Airbus Corporate Jetliner), ehemals A330 Prestige, wird eine besondere, den individuellen Kundenwünschen angepasste Variante der A330-200 angeboten. Zahlungskräftige Privatkunden und Bedarfsfluggesellschaften sind Hauptkunden dieses Typen. Er wird standardmäßig für 25 Passagiere angeboten und verfügt über eine Reichweite von 14.800 km.
Diese Variante wird nicht mehr vertrieben.

#### A330-200 MRTT

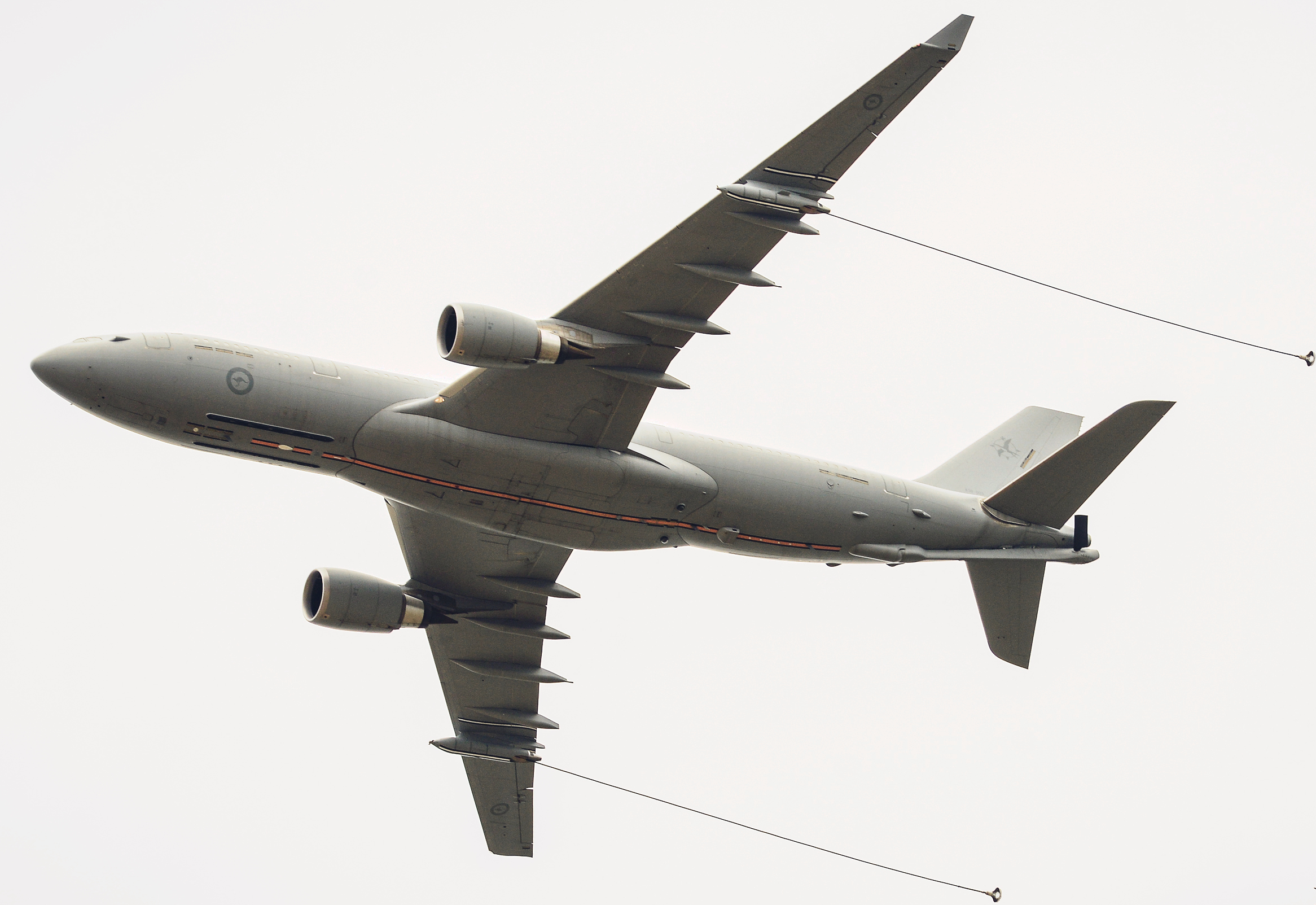
A330-200 MRTT

MRTT steht für Multi-Role Tanker Transport (dt. Mehrzweck-Tanker-Transporter) und bezeichnet das für Luftbetankung und Transporte ausgerüstete militärische Modell A330 MRTT. Die MRTT basiert auf dem zivilen Airbus A330-200 und kann ohne weitere Zusatztanks 111 Tonnen Treibstoff mitführen. Als Mehrzweckflugzeug kann er gleichzeitig als Tankflugzeug genutzt werden und 300 Soldaten oder 380 Passagiere befördern oder stattdessen eine Nutzlast von bis zu 45 Tonnen tragen. Neben der A330 MRTT kann auch weiterhin die A310 MRTT bestellt werden; diese Version entsteht aus umgerüsteten Passagiermaschinen des kleineren Typs A310.
Da der Airbus A330 die gleichen Tragflächen wie die vierstrahlige A340 besitzt, ist es relativ einfach möglich, dieses Modell für die Luftbetankung umzubauen. Statt der zusätzlichen äußeren Triebwerke werden Cobham 905E-Schlauchbehältersysteme angebaut. Diese Art des Nachtankens während des Fluges erlaubt die gleichzeitige Abgabe von Treibstoff an zwei Empfänger-Flugzeuge. So kann über die an einem 27,5 m langen Schlauch hängenden Fangtrichter bis zu 1590 l Treibstoff pro Minute abgegeben werden.
Speziell für die A330 MRTT hat Airbus Military das Tankausleger-System Air Refuelling Boom System (ARBS) neu entwickelt. Es kann auf bis zu 17 m ausgefahren werden und hat eine Abgabemenge von 4540 l/min. Gesteuert werden die Betankungen über einen Arbeitsplatz an der im Heck befindlichen Betankungskonsole. Sie verfügt über die Bedien- und Kontrollsysteme sowie Sichtkontakt zu den aufzutankenden Luftfahrzeugen mittels eines 2D/3D-Kamerasystems (tag-/nachtfähig). Anstelle des ARBS kann unter dem Heck des Flugzeugrumpfes ein weiteres, abnehmbares Schlauchsystem (Cobham 805E) mit einer Abgabemenge von 2300 l/min angebracht werden. Bisher hat nur die Luftwaffe Australiens die Ausrüstung mit dem ARBS gefordert.
Die A330 MRTT kann eine Reihe unterschiedlicher Kampfflugzeugtypen, wie den Eurofighter, die F/A-18, F16, Suchoi 30 oder Großflugzeuge (andere Tankflugzeuge oder das Transport-/Tankflugzeug A400M) auftanken.
Das Flugzeug kann optional auch selbst über eine an der Oberseite der Nasensektion befindliche Universalaufnahme zur Luftbetankung, die Universal Aerial Refuelling Receptacle Slipway Installation (UARRSI), in der Luft betankt werden.
Nachdem der Typ 2010 seine zivile und militärische Musterzulassung erhalten hatte, fand die erste Auslieferung der A330 MRTT am 1. Juni 2011 an die Royal Australian Air Force statt.
Eine modernisierte Variante ist in der Entwicklung, Erstkunde für diese ist Frankreich.

#### A330-200F
Die A330-200 sollte auch als Frachtflugzeug angeboten werden. Nach den Ereignissen des 11. September 2001 wurde dieses Vorhaben jedoch zurückgestellt. Als Anfang 2006 das bevorstehende Produktionsende des A300 einschließlich seiner Frachtvariante bekanntgegeben wurde, verdichteten sich Gerüchte, dass diese Pläne wieder aufgenommen werden sollen. Ursprünglich war geplant, die A330-200F während der Luftfahrtmesse Farnborough International Airshow der Öffentlichkeit vorzustellen. Eine entsprechende Presseerklärung inklusive der Bekanntgabe einer Bestellung über 30 Exemplare des neuen Typs fand sich für kurze Zeit auf der Airbus-Website. Allerdings wurde diese Erklärung wenig später wieder entfernt, gerüchteweise wegen Problemen beim Vertragsabschluss mit dem Erstkunden. Die erste feste Absichtserklärung über 20 A330-Frachter für die US-Leasinggesellschaft Intrepid Aviation wurde schließlich am 15. Januar 2007 bekannt gegeben, gefolgt von der ersten Festbestellung einen Tag später. Erstkunde ist die indische Frachtfluggesellschaft Flyington Freighters, die sechs Exemplare des Airbus A330-200F zur Auslieferung ab Ende 2009 bestellte. Dieser Termin wurde verschoben, da die A330/A340-Fertigungslinie durch die hohe Nachfrage an sparsamen Jets ausgelastet war. Am 5. November 2009 erfolgte der Erstflug vom Flughafen Toulouse-Blagnac aus. Am Tag des Erstfluges wurde bekannt gegeben, dass Etihad Crystal Cargo den ersten Airbus A330-200F im Sommer 2010 übernehmen würde.

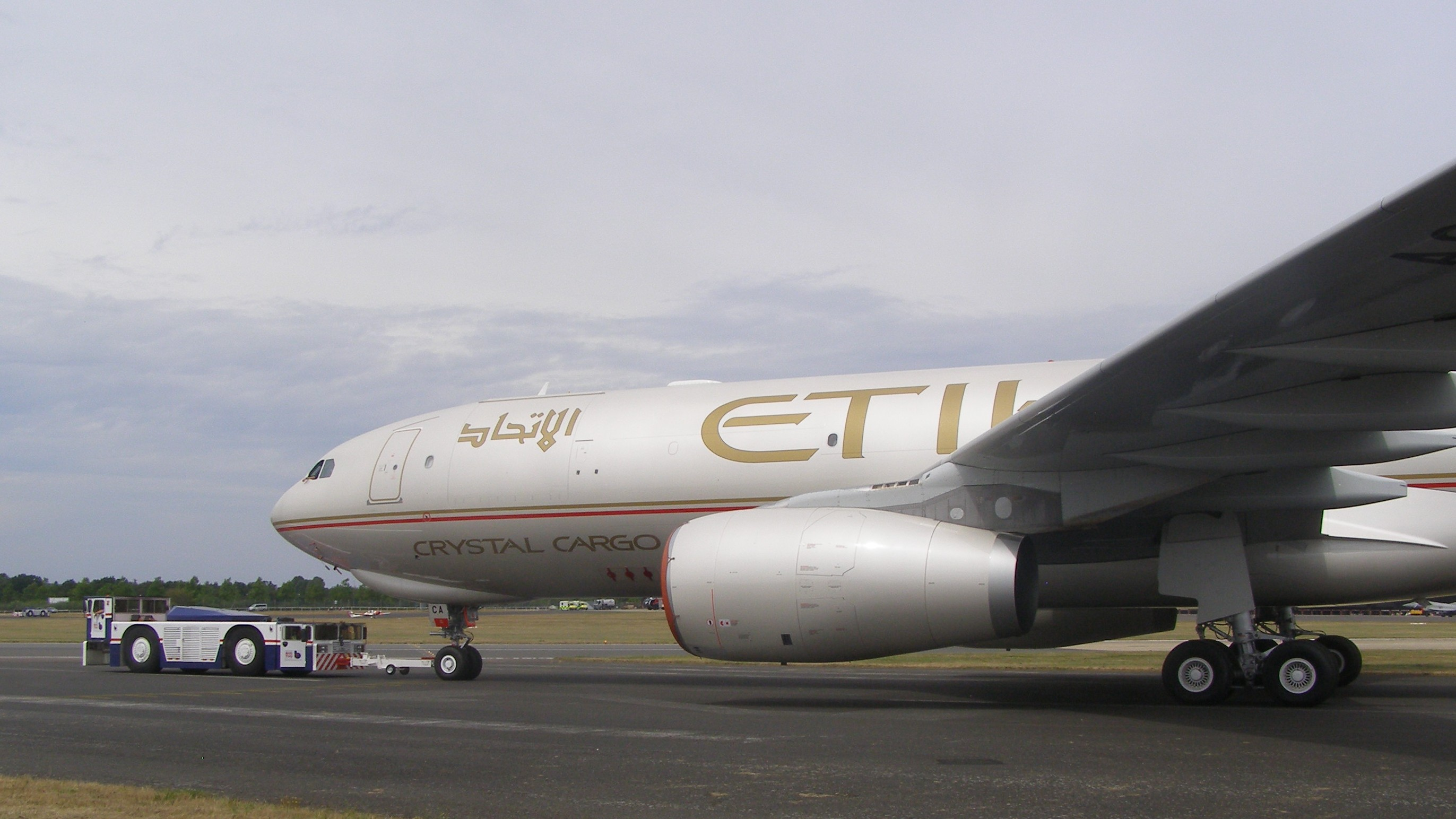
Die Frachtversion A330-200F auf der Farnborough Airshow 2010

Der neue Frachter hat eine etwas höhere Nutzlast als das bisherige A300-Frachtmodell sowie eine größere Reichweite. Bei den Passagierversionen der A330 ist der Kabinenboden beim Aufenthalt am Boden nach vorne hin leicht abschüssig, da das Bugfahrwerk etwas kürzer als das Hauptfahrwerk ist. Weil dies bei der Abfertigung von Frachtcontainern nicht erwünscht ist, wurde die A330-200F unten am Bug mit einer tropfenförmigen Ausbeulung versehen, in der das Bugfahrwerk untergebracht wird. So wird ein höherer Stand des Bugs und somit ein waagerechter Kabinenboden erreicht. Die Frachttür entspricht der eines A300-Frachters, ist aber leichter, da sie elektrisch und nicht hydraulisch angetrieben wird. Der strukturell veränderte Rumpf verfügt nur noch über drei Fenster, wobei für die Nutzlast die Spanten und Rumpfschalen verstärkt, und für Bruchlandungen eine Aluminium-Barriere am Ende des Frachtraums eingebaut wurden. Durch das Entfernen der Passagierausrüstung und Nutzung der Technologie der A380 wurde die Maschine gegenüber der Vorhersage von Airbus um 500 kg leichter.
Im Juli 2010 wurde der erste Airbus A330-200F im Rahmen der Farnborough International Airshow an Etihad Crystal Cargo ausgeliefert.
Bis Februar 2020 hat Airbus Aufträge für 41 Maschinen erhalten, von denen 38 ausgeliefert wurden.

### A330-300

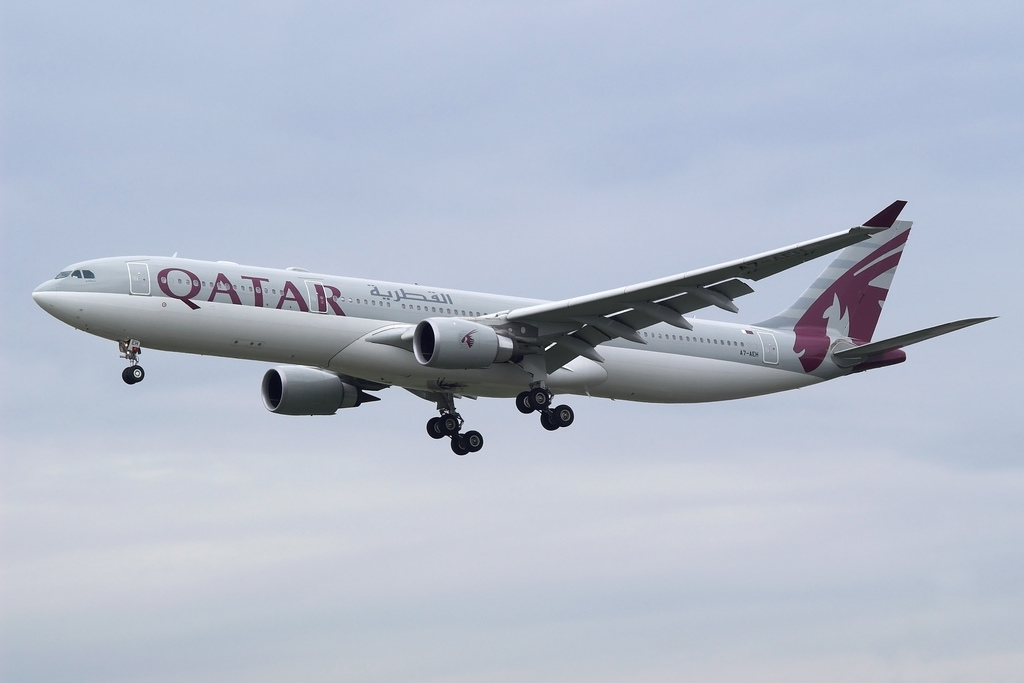
A330-300 der Qatar Airways

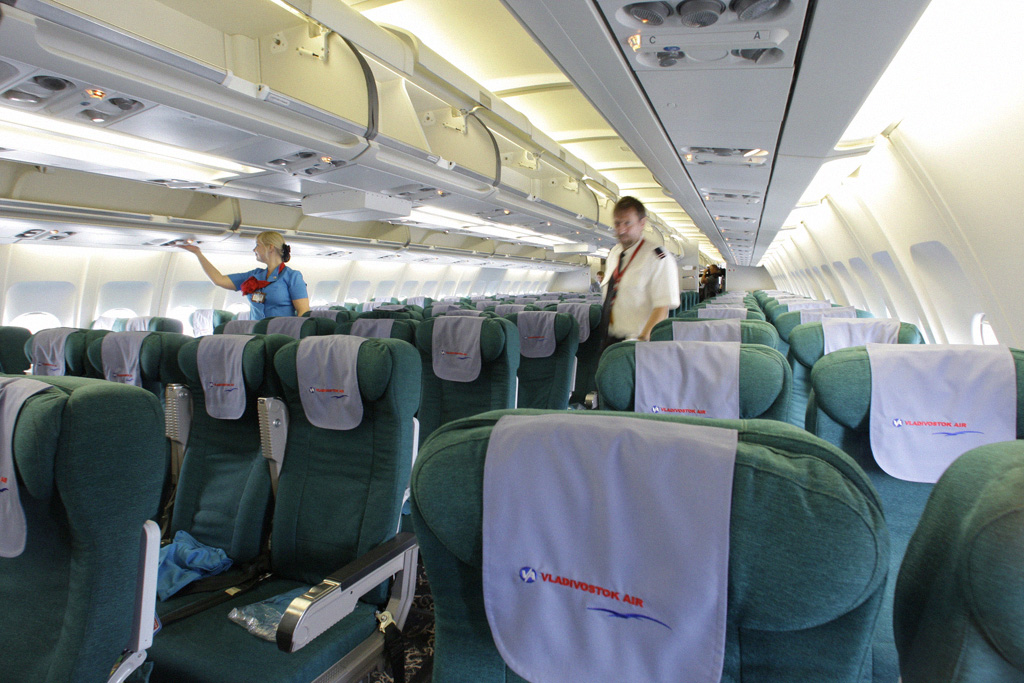
Kabine einer A330-300 der russischen Vladivostok Avia

Die 300er-Version flog zum ersten Mal am 2. November 1992 als erste Variante der A330-Familie und kann 295 Passagiere in drei Klassen (335 in zwei und bis zu 440 in einer Klasse) über eine Strecke von bis zu 10.500 km transportieren. Überdies kann eine große Menge an Fracht befördert werden. Das erste Flugzeug dieses Typs wurde 1993 ausgeliefert.
Als Triebwerke werden je zwei General Electric CF6-80E1, Pratt & Whitney PW4000-100 oder Rolls-Royce Trent 700 verwendet. Alle Antriebe wurden zunächst für ETOPS-180 zertifiziert. Seit November 2009 können zertifizierte Fluggesellschaften alle A330-Typen auch mit ETOPS-240 bestellen.
Seit einigen Jahren verzeichnet der Airbus A330-300 wieder höhere Verkaufszahlen. Bis Februar 2020 hat Airbus Aufträge für 785 Maschinen erhalten, von denen 771 bereits ausgeliefert wurden. Eine Maschine ging bei einem Absturz verloren (Siehe im Abschnitt Zwischenfälle).

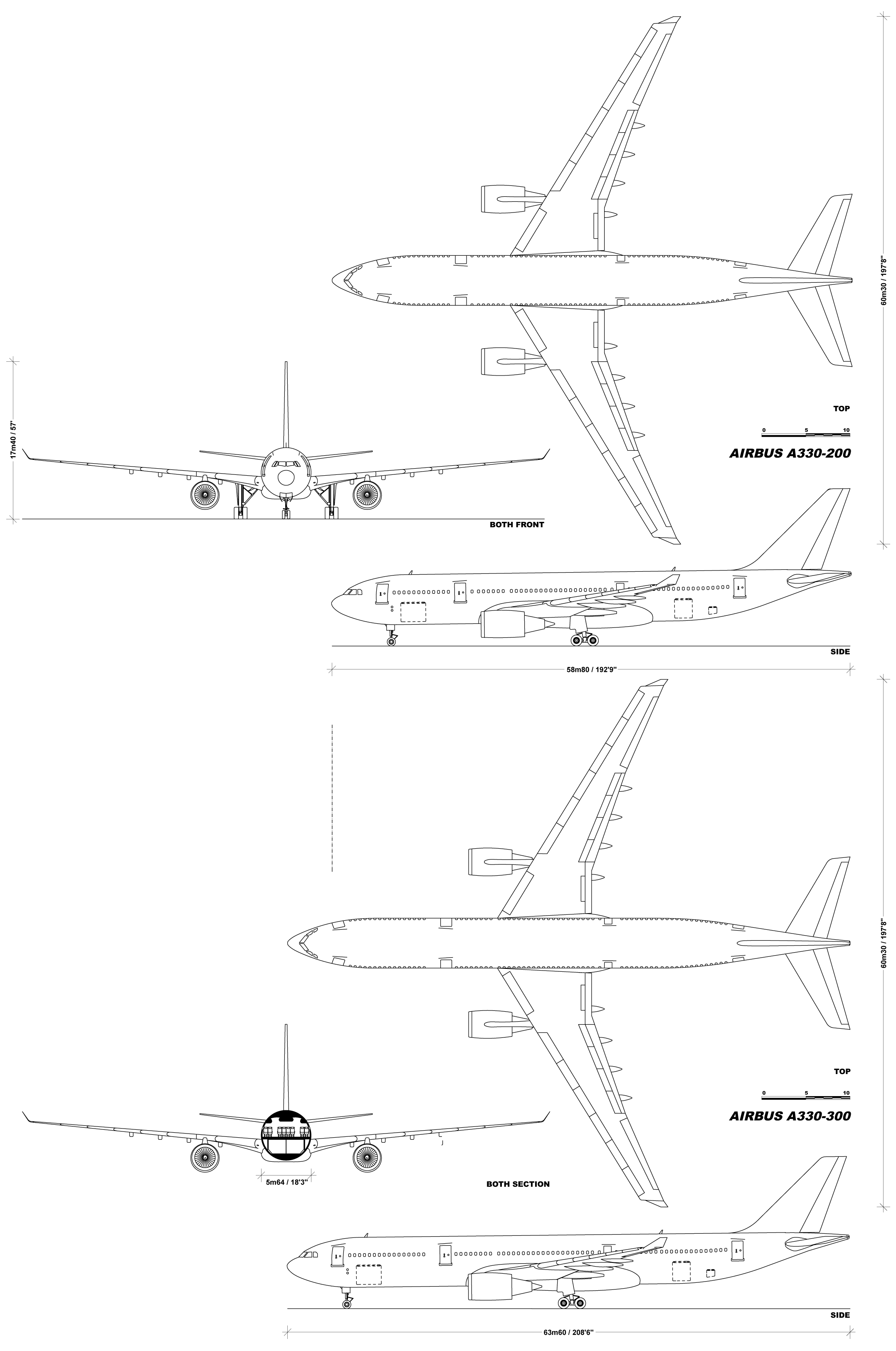
Risszeichnungen der A330

Sitzplatzschema A330-203

#### A330-300X
Seit Juli 1999 wurden/werden alle A340/A330 mit überarbeiteter Cockpitinstrumentierung ausgestattet. Speziell die seitdem ausgelieferten A330-300 mit diesen Verbesserungen werden häufig fälschlicherweise als A330-300E und/oder A330-300X bezeichnet. Die Variantenbezeichnung -300E wird von Airbus selbst weder offiziell noch inoffiziell verwendet. Sämtliche A330-200 und -300 mit überarbeiteter Instrumentierung laufen weiterhin als A330 ohne zusätzliches E hinter der Typbezeichnung.
Allerdings begann Airbus zusammen mit der überarbeiteten Instrumentierung, für die A330-300 auch eine Variante mit höherem maximalen Abfluggewicht von 230 bis 233 t (normale A330-300: 212 bis 217 t) und zusätzlichem mittleren Treibstofftank für Reichweite bis 10.834 km anzubieten. Diese Variante wird inoffiziell als A330-300X bezeichnet.
Die Bezeichnung -300X bezieht sich also nicht auf die Cockpitinstrumentierung, sondern ausschließlich auf das erhöhte Startgewicht und die vergrößerte Reichweite. Die Mehrheit der seit Juli 1999 ausgelieferten A330-300 sind -300X, verfügen also über den zusätzlichen Treibstofftank. Die einzigen Ausnahmen sind nach aktuellem Stand sämtliche Airbus A330-300 von Qantas, Qatar Airways und China Airlines, die daher nicht das zusätzliche X in der Typbezeichnung führen.

#### A330-300 Regional
Als Nachfolger für den eingestellten Airbus A300-600 wurde im September 2013 die Mittelstreckenvariante A330-300 Regional/Domestic vorgestellt. Hauptunterschiede zur normalen A330-300 sind die verringerte Abflugmasse und Treibstoffkapazität, was zum einen die Belastungen der Struktur bei häufigeren Flugzyklen verringern und zum anderen durch geringere Flughafengebühren Kosten sparen soll. Entsprechend der verringerten Abflugmasse wurden die Triebwerke in der Leistung leicht verringert und auf längere Wartungsintervalle und Kostenreduktion optimiert. Mit typischerweise 356–400 Sitzplätzen sollen ähnliche Sitzplatzkosten wie mit einer A321 erreicht werden. Die Regional-Option soll vor allem an Fluggesellschaften aus Indien, China und ähnlichen wachstumsstarken Luftverkehrsmärkten vermarktet werden, in denen bereits A330-Langstreckenversionen im Kurz- und Mittelstreckenbereich eingesetzt werden. Der A330-300 Regional erhält auch eine überarbeitete Kabine und ein modernisiertes Cockpit mit HUDs. Bei einem maximalen Startgewicht von etwa 200 Tonnen beträgt die Reichweite etwas über 5500 km. Als erster Kunde hat die saudi-arabische Fluggesellschaft Saudi Arabian Airlines 20 Airbus A330-300 Regional bestellt.

#### A330-300F
Im Rahmen der Pariser Luftfahrtschau 2007 in Le Bourget gab Airbus bekannt, dass man von Intrepid Aviation, einem Käufer der A330-200F, auf die Möglichkeit einer Frachtversion des Airbus A330-300 angesprochen wurde. Laut eigenen Angaben wird diese Möglichkeit bereits mit Frachtfluggesellschaften wie FedEx, DHL und UPS Airlines untersucht. Ein Zeitplan wurde bisher noch nicht bekanntgegeben.

### A330 P2F
Nach dem Nachfragerückgang bei den A300-600-Frachterkonversionen setzte Airbus auch für die A330-200 und A330-300 ein Passenger to Freighter (P2F) Konversionsprogramm auf. Der Umbau wird erneut bei den Elbe Flugzeugwerken (EFW) vorgenommen; das Supplemental Type Certificate wird durch ST Aerospace ausgestellt, die dafür im Februar 2013 eine 35-prozentige Beteiligung an den EFW erworben haben. Airbus plant 10 bis 15 Umbauten pro Jahr. Die A330-200 P2F wird 30 % mehr Nutzlast aufnehmen können als eine A300-600F bei 10 % mehr Volumen. Die A330-300 P2F liegt bei 3–4 % niedrigeren Betriebskosten gegenüber der A300-600F. Die erste gebrauchte Maschine der Serie -300 wurde im März 2015 zur Herstellung des Prototyps angenommen, die Auslieferung an den Erstkunden DHL Aviation erfolgte am 1. Dezember 2017. Prototyp der A330P2F war die Maschine mit der Seriennummer MSN116. Der Umbaustart für die Serie -200 folgte im März 2017.

### A330-700L „Beluga XL“

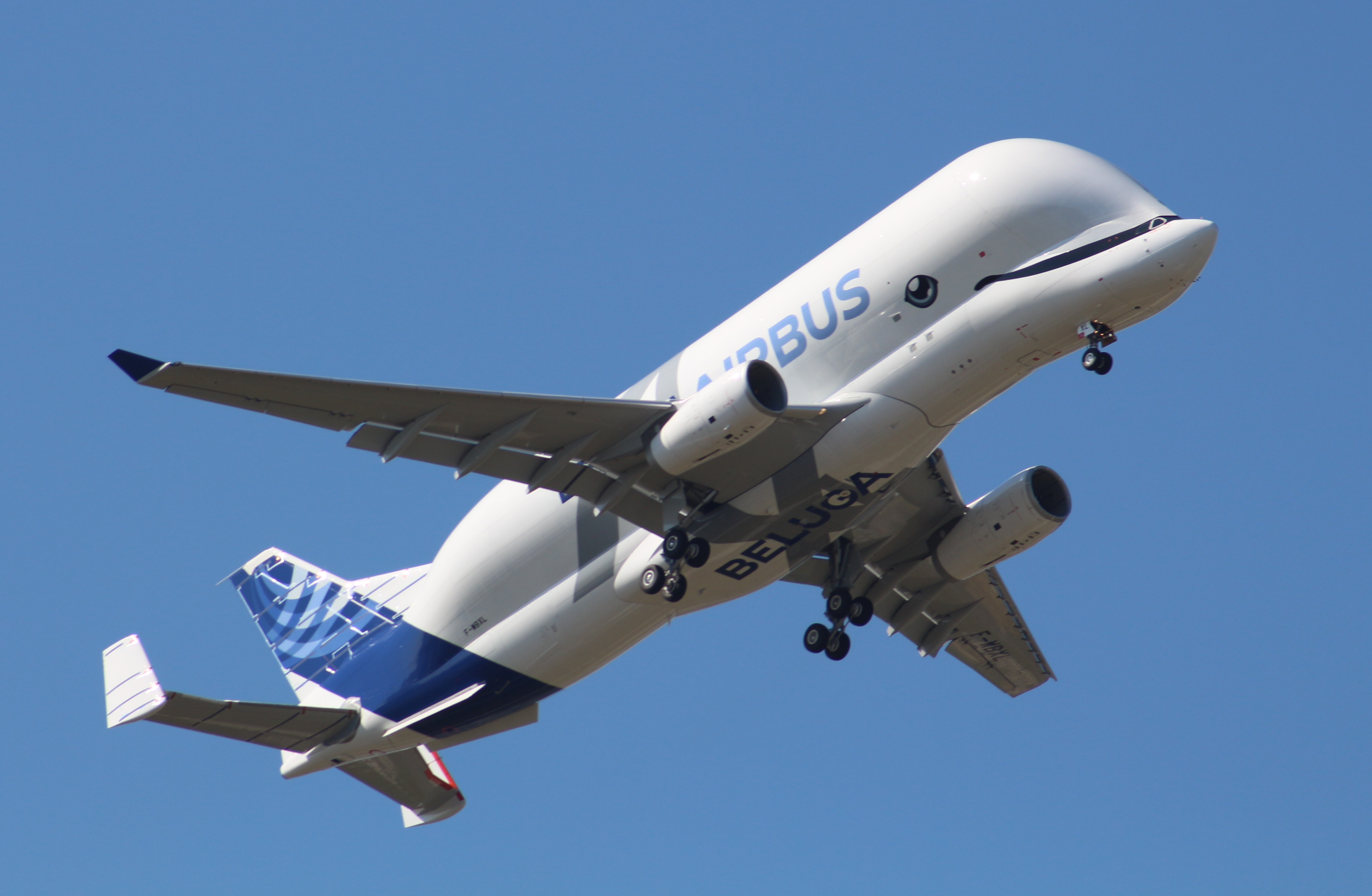
A330-743L Beluga XL beim Erstflug, Juli 2018

Der Beluga XL (technische Bezeichnung A330-700L) ist eine Variante der A330 zum Transport von Flugzeugteilen zwischen den Airbus-Produktionsstandorten. Sechs Beluga XL sollten zwischen 2020 und 2023 die seit 1995 im Einsatz stehenden fünf Vorgänger A300B4-600ST Beluga ersetzen. Der erste Beluga XL wurde am 9. Januar 2020 in Dienst gestellt.

#### Hintergrund
Anfang der 2010er Jahre starteten Studien zur Entwicklung eines Nachfolgers der Beluga. Airbus begründete die Neukonstruktion mit dem Alter der stark genutzten Beluga-Flotte und mit zusätzlich benötigten Kapazitäten, vor allem für die Serienproduktion des Airbus A350 XWB. Ein Grund für die Wahl des A330-200F als Basismodell gegenüber dem fast fünf Meter längeren A330-300 war dessen Fähigkeit, besser mit der geringen Länge und dem höchstzulässigen Landegewicht der Landebahn des Hawarden Airport am Airbus-Werk Broughton kompatibel zu sein.

#### Entwicklung
Am 17. November 2014 gab Airbus den Entwicklungsbeginn des Beluga-Nachfolgers bekannt. Durch den einen Meter breiteren und sechs Meter längeren Frachtraum sowie eine um sechs Tonnen höhere Tragkraft kann der Beluga XL zwei Tragflächen der A350 transportieren. Das Frachtflugzeug hat bei einem Rumpfdurchmesser von 8,80 m, eine Spannweite von 60,30 m, eine Höhe von 18,90 m und eine Länge von 63,10 m. Die Reichweite soll bei 53 Tonnen maximaler Zuladung, einer maximalen Startmasse (MTOW) von 227 Tonnen und einer Reiseflughöhe von 37.000 ft (11.278 m), 2200 NM (4075 km) betragen. Als Antrieb dienen zwei Rolls-Royce Trent 700. Die Produktion der ersten Bauteile für den Beluga XL startete Ende 2015, die Endmontage des Prototyps mit der Typenbezeichnung A330-743L (wobei die 43 für den Triebwerkstyp steht) und Produktionsseriennummer MSN1824 Ende 2016.
Die Aufbauten des auf der vorderen Rumpfsektion der A330-200 und hinten auf der A330-300 basierenden Flugzeuges wurden neu entwickelt. Dies betrifft den markanten abgesenkten Bug, die Struktur des Frachtraumes inklusive Bugtor, Tragflächen und Seitenflosse. Am 10. Juli 2018 wurden bei dem ersten Beluga XL (Luftfahrzeugkennzeichen F-WBXL) erstmals die beiden Triebwerke Trent 700 angelassen.
Der Jungfernflug folgte am 19. Juli 2018 in Toulouse. die Inbetriebnahme wurde nach knapp einjähriger Testphase für 2019 geplant, im Februar 2019 wurden erstmals zwei Tragflächen der A350 von Bremen nach Toulouse geflogen. Am 19. März 2019 präsentierte Airbus das zweite Exemplar, am 10. April 2019 gab Airbus bekannt, sechs statt fünf Exemplare zu bauen.

### Kontinuierliche Verbesserungen
Airbus hat im Laufe der Geschichte des A330-Programms mehrfach Verbesserungen eingeführt, mit denen die maximalen Abfluggewichte und/oder Reichweiten erhöht wurden. Auf der Luftfahrtmesse in Farnborough gab Airbus im Sommer 2012 bekannt, dass die A330-300 zukünftig mit einem Startgewicht von 240 Tonnen und einer Reichweite von ca. 11.000 km (mit 300 Passagieren) verfügbar sein soll. Die ebenfalls verbesserte Variante der A330-200 hat beim selben Startgewicht mit 246 Passagieren eine Reichweite von ca. 13.000 Kilometern und 2,5 Tonnen mehr Nutzlast. Zu den Verbesserungen gehören auch Änderungen an den Triebwerken sowie aerodynamische Optimierungen der Tragflächen. Am 12. Januar 2015 fand der Erstflug des verbesserten Flugzeugtyps statt. Das erste Flugzeug ist noch im Jahr 2015 an den Erstkunden Delta Air Lines ausgeliefert worden.

### A330neo

#### Entwicklung

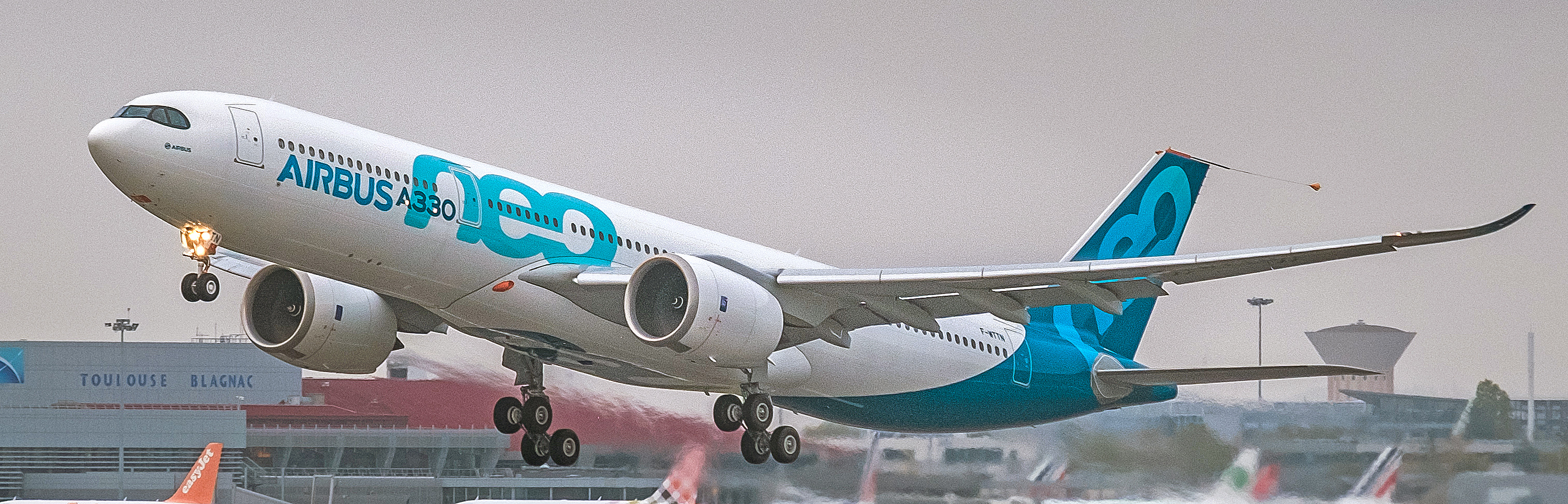
A330-900neo beim Erstflug am 19. Oktober 2017 in Toulouse

Seit 2011 äußerten einige Fluggesellschaften den Wunsch, die A330 ähnlich der A320-Familie mit einer neuen Triebwerksgeneration auszustatten. Insbesondere AirAsia gehörte zu den Befürwortern eines solchen Projekts. Am 14. Juli 2014 wurde von Airbus die A330neo im Zuge der Luftfahrtmesse in Farnborough offiziell lanciert. Der Airbus A330neo (= New Engine Option) wird in zwei Versionen angeboten. Sie werden als A330-800neo und A330-900neo bezeichnet. Die A330-800neo entspricht der A330-200 und der A330-900neo entspricht der A330-300. Als Triebwerk kommt ein Trent-7000-Aggregat von Rolls-Royce zum Einsatz. Die Spannweite ist um 3,7 m gegenüber der Vorgängerversionen vergrößert. Airbus will im Vergleich zum A330-Vorgänger-Modell die Kosten um 14 Prozent senken. Die Verfügbarkeit wurde bei der Vorstellung ab Ende 2017 angekündigt. Ferner hat der A330neo neue Winglets, die denen des Airbus A350 ähneln, eine modernere Kabine mit mehr Sitzen und ein aktualisiertes Cockpit. Der Erstflug erfolgte am 19. Oktober 2017 in Toulouse. Im September 2018 erhielt der A330-900 die Musterzulassung von Europas Flugsicherheitsbehörde EASA.
Im November 2017 begann die Endmontage der ersten A330-800neo, der Erstflug war für Mitte 2018 geplant. Im Februar 2018 stornierte jedoch mit Hawaiian Airlines der vorerst einzige Kunde dieser Version eine Bestellung über sechs Maschinen, bis im Juli 2018 sowohl Ugandas Regierung als auch Airbus einen entsprechende Absichtserklärung für Uganda Airlines für zwei A330-800neo bestätigte und im Oktober 2018 Kuwait Airways acht A330-800neo bestellte. Am 6. November 2018 hob das erste Flugzeug des Typs A330-800 zu seinem vierstündigen Erstflug ab, die A330-900 hatte ihren Jungfernflug am 19. Oktober 2017. Am 26. November 2018 wurde die erste A330-900 an TAP Air Portugal ausgeliefert, die ihren ersten Linienflug am 15. Dezember 2018 von Lissabon nach São Paulo durchführte.
Die A330neo wurde für ETOPS-330 zugelassen (im Vergleich zur A330ceo mit ETOPS-240), damit darf die A330neo auf ihrer Flugroute maximal 330 Minuten von einem Ausweichflughafen entfernt sein und kann so im Vergleich zum ceo direktere Routen fliegen.

#### Wichtige Bestellungen
Insgesamt wurden auf der Farnborough Airshow 2014 125 Absichtserklärungen für die beiden A330neo-Versionen unterzeichnet. Die größte stammte von Air Asia X für 50 Maschinen der Variante A330-900neo. Nachdem die Flugtests der MTOW-Option für den Airbus A330-800neo Mitte 2020 erfolgreich durchgeführt wurden, liegt seit Oktober 2020 die Zulassung der EASA vor. Durch die MTOW-Option erreicht der Airbus A330-800neo nun eine Reichweite bis zu 15.100 Kilometer am Stück. Zuvor erreichte das Modell eine Reichweite von bis zu 13.300 Kilometern. Die zusätzliche Reichweite erreicht der Airbus A330-800neo durch eine Erweiterung der Startmasse von 242 auf 251 Tonnen. Das zusätzliche Abfluggewicht wird durch Modifikationen am Bug- und Hauptfahrwerk erreicht. Ab dem Jahr 2021 soll der Airbus A330-800neo mit der MTOW-Option erhältlich sein. Da einige Gebühren von der zulässigen Höchstabflugmasse abhängen, äußerten Kunden den Wunsch auch nach einer leichteren Version der -neo Modelle. Inzwischen sind verschiedene MTOW-Abstufungen ab 200 Tonnen MTOW der -800 und -900 bestellbar, teilweise werden auch die Triebwerke werksseitig gedrosselt, um Betriebskosten zu sparen. Dabei sinkt zwangsläufig die maximale Reichweite, Analysen zufolge können aber 60 % der typischen Routen einer A330 weiterhin bedient werden.
Air Asia X erhöhte zwischenzeitlich die Bestellung von ursprünglich 50 Maschinen auf 78 Maschinen, stornierte 2022 nach 15 Auslieferungen allerdings die komplette übrige Bestellung von 63 Maschinen.
Die Bestellungen erhöhten sich 2023 und 2024, da die konkurrierenden Boeing 787 Dreamliner einen Rückstau von mehreren Jahren beim Bau haben, die durch Lieferstopps ab 2021 noch vergrößert wurden. Zudem kann Airbus hohe Preisnachlässe geben, auch im Vergleich zum hauseigenen A350, der ebenfalls mehrere Jahre bis zur Lieferung für Neubestellungen benötigt. Demgegenüber konnten für die A330neo die Bestellungen teils innerhalb eines Jahres ausgeliefert werden. Hinzu kommen Verbesserungen bei den Wartungsintervallen, insbesondere bei den Triebwerken von Rolls-Royce, die ab September 2022 mit doppelt so langen time-on-wing Intervallen geliefert werden. Weitere Verbesserungen der Triebwerke sind für die Produktion ab 2024 vorgesehen. Damit kann der A330neo auch besser auf Inlandstrecken betrieben werden, die sonst von A320 bedient werden. Alle Neubestellungen beziehen sich dabei auf die größere A330-900 Variante.

#### Tabellarische Auflistung
Aufgeführt sind ausschließlich die offiziell in den Airbus-Orderbüchern geführten Festbestellungen (7. August 2024):
| Fluggesellschaft        | A330-800 | A330-900 | gesamt |
| ----------------------- | -------- | -------- | ------ |
| AirAsia X               | 000      | 015      | 015    |
| Aircalin                | 000      | 002      | 002    |
| Air Greenland           | 001      | 000      | 001    |
| Air Lease Corporation 2 | 000      | 023      | 023    |
| Air Senegal             | 000      | 002      | 002    |
| Arkia Israeli Airlines  | 000      | 002      | 002    |
| Avolon 2                | 000      | 009      | 009    |
| BOC Aviation 2          | 000      | 006      | 006    |
| Cathay Pacific          | 000      | 030      | 030    |
| Cebu Pacific            | 000      | 016      | 016    |
| CIT Leasing 2           | 000      | 025      | 025    |
| Condor                  | 000      | 025      | 025    |
| Delta Airlines          | 000      | 035      | 035    |
| Garuda Indonesia        | 004      | 012      | 016    |
| GECAS 2                 | 000      | 012      | 012    |
| ITA Airways             | 000      | 010      | 010    |
| Kuwait Airways          | 008      | 000      | 008    |
| Lion Air                | 000      | 002      | 002    |
| Middle East Airlines    | 000      | 004      | 004    |
| TAP Portugal            | 000      | 012      | 012    |
| Uganda Airlines         | 002      | 000      | 002    |
| Virgin Atlantic         | 000      | 008      | 008    |
| Ungenannter Käufer      | 000      | 040      | 040    |
| Gesamt                  | 015      | 279      | 294    |

#### ACJ330neo
Auf der EBACE 2017 in Genf stellte Airbus die ACJ330neo vor. Die auf der A330neo basierende und mit RR-Trent-7000-Triebwerken ausgerüstete Maschine kann 25 Passagiere auf 240 m² Kabinenfläche über Entfernungen bis 10.400 nm (19.260 km) befördern oder 21 Stunden ohne Zwischenlandung zurücklegen.

### Eingestellte Versionsplanungen

#### A330-100
Die A330-100 war ein nicht verwirklichtes Projekt, das die A310 und die A300 ersetzen sollte. Diese Version sollte einen gegenüber der A330-200 nochmals verkürzten Rumpf bekommen und damit die gleiche Passagierkapazität wie die zu ersetzenden Typen aufweisen. Strukturelle Planungen sahen vor, den Rumpf der A330 mit dem Flügel der A300-600 zu kombinieren, später wurde dann der Einsatz des A330-Flügels erwogen, um die Kommunalität in der A330-Familie zu wahren. Das Modell sollte ein Konkurrent für die Boeing 767-300ER und die Boeing 767-400ER werden.

#### A330-500
Wie auch die A330-100, war die A330-500 ein letztlich nicht verwirklichtes Projekt für eine verkürzte A330. Sie sollte 54,6 Meter lang sein und in normaler Dreiklassen-Bestuhlung 222 Passagiere 13.000 km weit befördern können. Damit war die A330-500 wie die A330-100 als Ersatz für die A310 und die A300 vorgesehen. Im Jahr 2000 wurde das Projekt auf der Luftfahrtmesse in Farnborough mit einem projektierten Indienststellungstermin im Jahr 2004 vorgestellt. Zwar bekundete unter anderem die weltgrößte Leasinggesellschaft ILFC ihr Interesse, jedoch blieb die Nachfrage hinter den Erwartungen zurück, sodass Airbus die Arbeiten am Projekt A330-500 einstellte und sich auf die Entwicklung der A380 konzentrierte.

## Verkaufszahlen und Nutzung

### Auflistung der Aufträge und Auslieferungen nach Muster
Stand: 30. November 2021
|                                                          | A330-200                                      | A330-200F                                     | A330-300                                      | A330-800          | A330-900          | Insgesamt |
| -------------------------------------------------------- | --------------------------------------------- | --------------------------------------------- | --------------------------------------------- | ----------------- | ----------------- | --------- |
| Listenpreise (in Mio. USD) 2008 2010 2014 2016 2017 2018 | 176,3 bis 185,5 191,4 221,7 231,5 233,8 238,5 | 180,6 bis 187,7 194,8 224,8 234,8 237,0 241,7 | 195,9 bis 205,7 212,4 245,6 256,4 259,0 264,2 | 252,3 254,8 259,9 | 287,7 290,6 296,4 |           |
| Bestellungen:                                            | 664                                           | 38                                            | 784                                           | 15                | 333               | 1834      |
| Auslieferungen:                                          | 648                                           | 38                                            | 771                                           | 4                 | 64                | 1525      |
| In Betrieb:                                              | 599                                           | 38                                            | 739                                           | 4                 | 64                | 1444      |

### Die größten Kunden
Stand: 30. November 2021
| Airbus A330-200        | Airbus A330-200 | Airbus A330-200F                             | Airbus A330-200F | Airbus A330-300        | Airbus A330-300 | Airbus A330-800  | Airbus A330-800 | Airbus A330-900 | Airbus A330-900 |
| ---------------------- | --------------- | -------------------------------------------- | ---------------- | ---------------------- | --------------- | ---------------- | --------------- | --------------- | --------------- |
| ILFC1                  | 68              | Turkish Airlines                             | 9                | Cathay Pacific         | 49              | Kuwait Airways   | 8               | AirAsia X       | 78              |
| CIT Leasing1           | 36              | Avianca                                      | 6                | China Southern         | 34              | Garuda Indonesia | 4               | Delta Airlines  | 35              |
| China Eastern Airlines | 33              | BOC Aviation1, Qatar Airways, Etihad Airways | 5                | China Eastern          | 33              | Uganda Airlines  | 2               | Iran Air        | 28              |
| Air China              | 30              | Malaysia Airlines                            | 4                | ILFC1,Turkish Airlines | 30              | Air Greenland    | 1               | CIT Leasing1    | 25              |

1 Hierbei handelt es sich um Leasinggesellschaften

### Die größten Betreiber
Stand: 23. März 2024
| Airbus A330-200        | Airbus A330-200 | Airbus A330-200F         | Airbus A330-200F | Airbus A330-300  | Airbus A330-300 | Airbus A330-800 | Airbus A330-800 | Airbus A330-900  | Airbus A330-900 |
| ---------------------- | --------------- | ------------------------ | ---------------- | ---------------- | --------------- | --------------- | --------------- | ---------------- | --------------- |
| China Eastern Airlines | 30              | Turkish Airlines         | 10               | Cathay Pacific   | 45              | Kuwait Airways  | 4               | Delta            | 27              |
| Air China              | 27              | Avianca Cargo            | 06               | Turkish Airlines | 39              | Uganda Airlines | 2               | TAP Air Portugal | 19              |
| Hawaiian Airlines      | 24              | Hong Kong Airlines Cargo | 05               | Saudia           | 32              | Air Greenland   | 1               | Condor           | 18              |
| Iberia, QANTAS         | 18              | Air Belgium              | 04               | Delta Air Lines  | 31              |                 |                 | Cebu Pacific     | 8               |

### Regierungsflugzeuge
Die französische Regierung nutzt als Flugzeug des Staatspräsidenten einen Airbus A330-200 mit der Registrierung F-RARF. Dieser ist als Nachfolger des Airbus A310 im Einsatz. Auch in Großbritannien wird ein A330 in der militärischen Version (siehe MRTT) in VIP-Ausstattung und repräsentativer Lackierung als Regierungsflugzeug (auch für Staatsbesuche der königlichen Familie) eingesetzt. Dieser besitzt die RAF-Registrierung ZZ336 und wird unter dem Codenamen Vespina betrieben. 

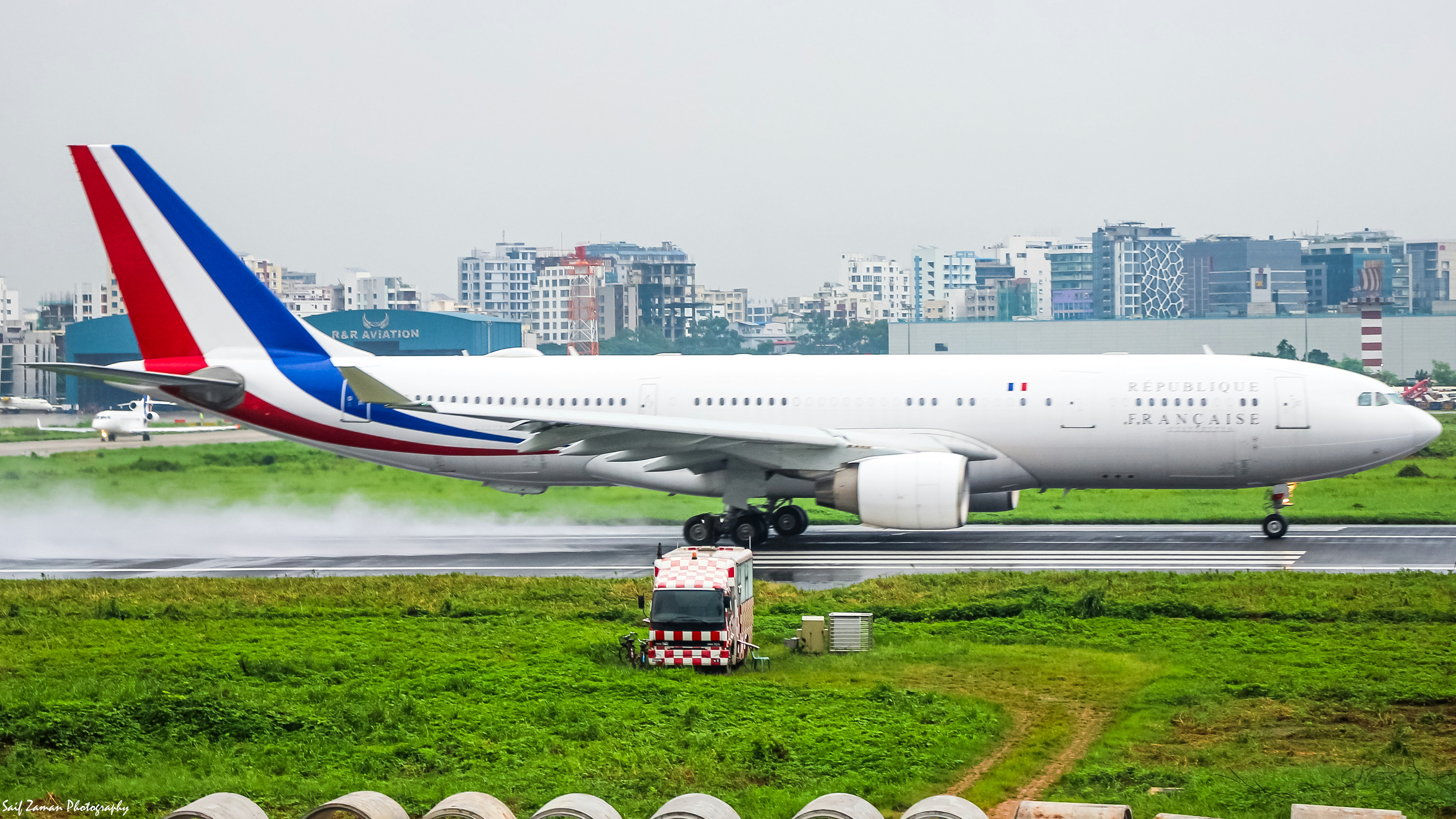
A330-200 der französischen Regierung (F-RARF)
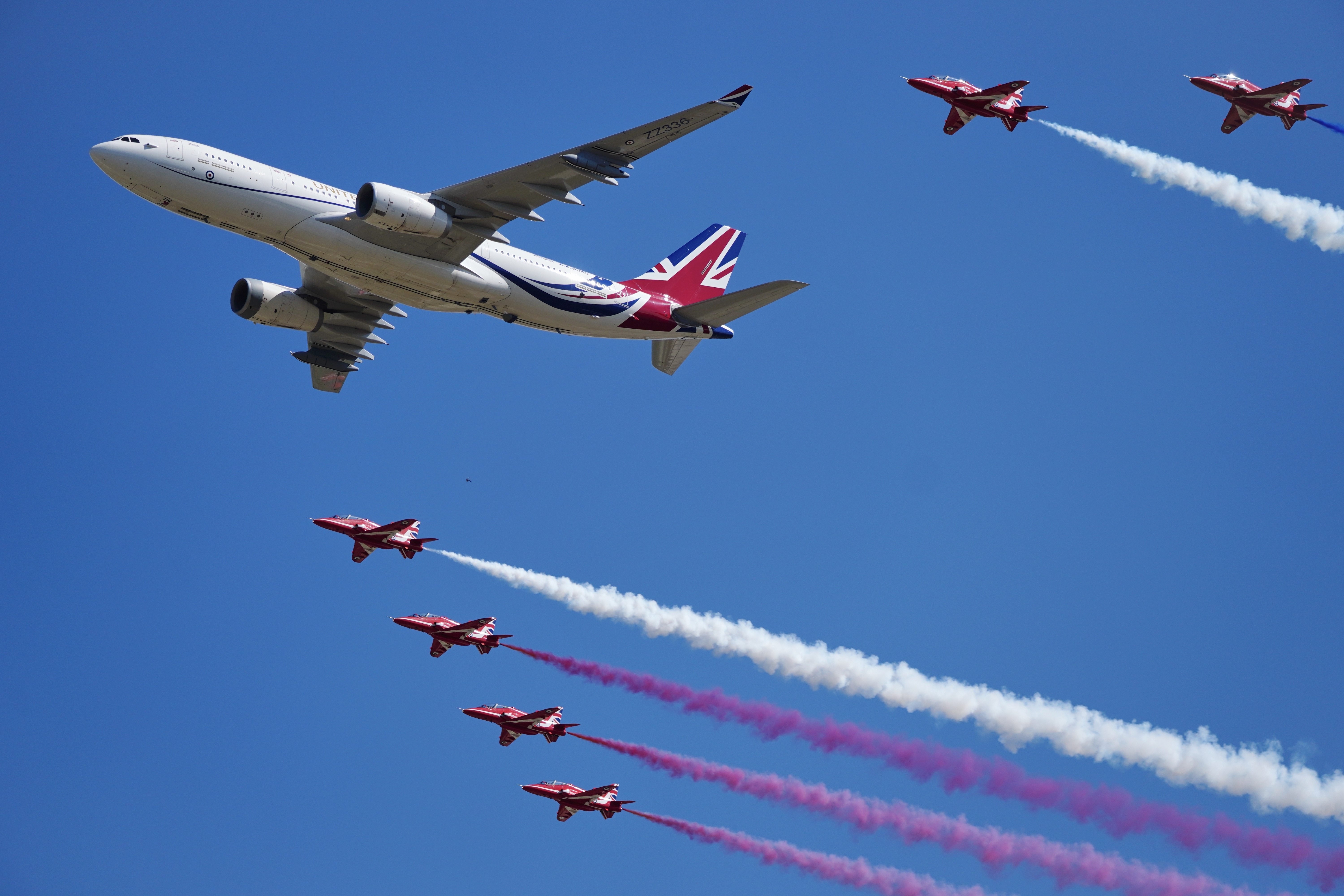
A330-200 MRTT Vespina der britischen Regierung begleitet von den Red Arrows

## Zwischenfälle

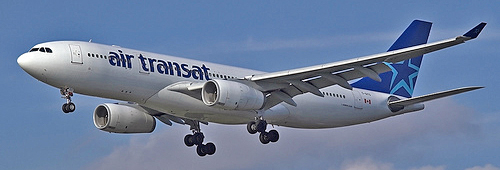
Das Flugzeug, mit dem 2001 der längste Gleitflug gelang

- Der erste Unfall eines Airbus A330 ereignete sich am 30. Juni 1994 um 17:41 Uhr, als eine von Airbus eingesetzte Testmaschine des Typs A330-321 (Luftfahrzeugkennzeichen F-WWKH, MSN: 42) während des Starts am Flughafen Toulouse-Blagnac aufgrund eines Pilotenfehlers bei der Simulation eines Triebwerkausfalls in ein nahegelegenes Waldgebiet stürzte. Dabei wurden alle sieben Insassen getötet. Dieser Airbus wurde zum Gedenken an die Insassen und die Crew symbolisch neben dem Airbus-Werk Clément Ader beerdigt. Die Absturzstelle kann zum Gedenken besichtigt werden (siehe auch Airbus-Industrie-Flug 129).[102]
- Am 15. März 2000 kam es bei einem Airbus A330-300 der Malaysia Airlines (9M-MKB) zu einem Totalschaden, weil aus falsch deklarierten Chemikalien-Kanistern Oxalylchlorid entwich. Nach dem Flug vom Flughafen Peking nach Kuala Lumpur wurde beim Umladen der Fracht ein stechender Geruch festgestellt, fünf Flughafenmitarbeiter erlitten Vergiftungen. Weil die Substanz Metalle angreift, wurde das Flugzeug aus Sicherheitsgründen stillgelegt. Die chinesische Frachtfirma musste 65 Millionen US-Dollar Schadensersatz zahlen.[103]
- Am 24. Juli 2001 wurden zwei A330-200 (MSN: 336, 4R-ALE und 341, 4R-ALF) von SriLankan Airlines durch einen Terroranschlag der Separatistenorganisation Tamil Tigers zusammen mit einer A320-200 und einer A340-300 am Boden zerstört. Diese Flugzeuge machten knapp 30 % der damaligen Flotte der SriLankan Airlines aus (4 von 14 Maschinen).[104]
- Am 24. August 2001 ging einer A330-200 (C-GITS) der Air Transat während des Fluges von Toronto nach Lissabon aufgrund eines Treibstofflecks das Kerosin aus, woraufhin den Piloten unter Kapitän Robert Piché der längste Gleitflug eines Düsenflugzeugs gelang. Der antriebslose Flug dauerte etwa 19 Minuten, wobei 120 Kilometer zurückgelegt wurden, bis eine Notlandung auf dem Militärflugplatz Lajes Field auf den Azoren durchgeführt wurde. Das erste Triebwerk fiel in einer Höhe von 39.000 Fuß, ca. 12 Kilometer, aus. Die elektrische und hydraulische Versorgung des Flugzeugs wurden mittels der Ram-Air-Turbine sichergestellt. Es gab keine Todesopfer, 18 Menschen erlitten leichte Verletzungen. Das Flugzeug musste aufgrund der durch das harte Aufsetzen und die Notbremsung entstandenen Schäden repariert werden (siehe auch Air-Transat-Flug 236).

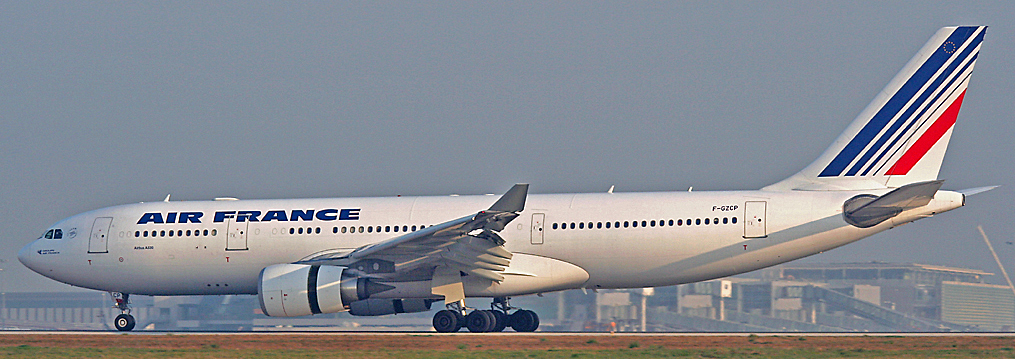
Der auf dem Air-France-Flug 447 zerstörte Airbus A330-203 mit dem Kennzeichen F-GZCP im März 2007 am Flughafen Paris CDG

- Am 1. Juni 2009 stürzte ein Airbus A330-203 mit den Kennzeichen F-GZCP 650 Kilometer nordöstlich der Inselgruppe Fernando de Noronha aus ungefähr 11.000 m Höhe in den Atlantik. Die Maschine war am 31. Mai 2009 um 19:00 Uhr Ortszeit (00:00 Uhr MESZ) am Flughafen Rio de Janeiro gestartet und auf dem Weg nach Paris-Charles-de-Gaulle. An Bord befanden sich 216 Passagiere und 12 Crewmitglieder, von denen niemand überlebte. Nach dem Zwischenbericht des Bureau d’Enquêtes et d’Analyses pour la sécurité de l’aviation civile vom Juli 2011 fiel offenbar in Reiseflughöhe das Geschwindigkeitsmesssystem und damit der Autopilot aus. Die beiden während der Ruhepause des Kapitäns im Cockpit diensttuenden Copiloten verloren daraufhin die Kontrolle über das Flugzeug und führten einen überzogenen Flugzustand herbei, der zum Absturz des Flugzeuges führte.[105] Der Abschlussbericht vom 5. Juli 2012 bestätigt den Zwischenbericht im Großen und Ganzen (siehe auch Air-France-Flug 447).
- Am 12. Mai 2010 verunglückte ein Airbus A330-200 der Afriqiyah Airways 5A-ONG im Anflug auf den Flughafen Tripolis. Dabei kamen 103 Menschen an Bord ums Leben. Nur ein Kind überlebte den Unfall (siehe auch Afriqiyah-Airways-Flug 771).[106]
- Am 15. Juli 2014 wurde ein Airbus A330-200 der Libyan Airlines (5A-LAS) am Flughafen Tripoli durch Raketenbeschuss zerstört,[107] fünf Tage später ein Airbus A330-202 der Afriqiyah Airways (5A-ONF).[108]
- Am 23. Oktober 2022 verunglückte ein Airbus A330-300 der Korean Air (HL7525) bei der Landung auf dem internationalen Flughafen Mactan-Cebu (Philippinen). Nach zweimaligem Durchstarten rollte die Maschine hierbei 360 Meter über das Ende der 3310 Meter langen Landebahn hinaus. Mehrere Passagiere erlitten dabei leichte Verletzungen. Das Flugzeug wurde irreparabel beschädigt.[109][110][111]
- Am 15. April 2023 wurde ein Airbus A330-343 Regional (HZ-AQ30) von Saudia durch Kampfhandlungen zwischen der Sudanesischen Armee und der paramilitärischen Rapid Support Forces am Flughafen Khartum im Sudan zerstört.[112]
- Am 18. April 2024 brannte ein bereits abgestellter und zum Abwracken freigegebener Airbus A330-342 (B-HLH) von Cathay Dragon auf dem Flughafen Ciudad Real in Spanien aus. Dabei kamen keine Personen zu schaden. Der Grund für das Feuer ist aktuell unbekannt.[113][114][115][116]

## Technische Daten
| Kenngröße                | A330-200 | A330-200F | A330-300 | A330-800neo                                        | A330-900neo                                        | A330 „Beluga XL“                                |
| ------------------------ | --- | --- | --- | -------------------------------------------------- | -------------------------------------------------- | ----------------------------------------------- |
| Länge                    | 58,82 m | 58,82 m | 63,66 m | 58,82 m                                            | 63,66 m                                            | 63,1 m                                          |
| Spannweite               | 60,30 m | 60,30 m | 60,30 m | 64,00 m                                            | 64,00 m                                            | 60,3 m                                          |
| Höhe                     | 17,39 m | 16,88 m | 16,83 m | 17,39 m                                            | 16,79 m                                            | 18,9 m                                          |
| Rumpfdurchmesser         | 5,64 m | 5,64 m | 5,64 m | 5,64 m                                             | 5,64 m                                             | 8,8 m                                           |
| Kabinenbreite            | 5,28 m | 5,28 m | 5,28 m | 5,26 m                                             | 5,26 m                                             |                                                 |
| Reichweite               | ca. 13.400 km | ca. 7.400 km | ca. 11.300 km | 15.094 km                                          | 13.334 km                                          | ca. 4.074 km bei maximaler Zuladung (53 t)      |
| Höchstgeschwindigkeit    | Reisegeschwindigkeit optimal Mach 0,82 bzw. 870 km/h Höchstgeschwindigkeit Mach 0,86 bzw. 912 km/h                                                                                                | Reisegeschwindigkeit optimal Mach 0,82 bzw. 870 km/h Höchstgeschwindigkeit Mach 0,86 bzw. 912 km/h                                                                                                | Reisegeschwindigkeit optimal Mach 0,82 bzw. 870 km/h Höchstgeschwindigkeit Mach 0,86 bzw. 912 km/h                                                                                                | Mach 0,86                                          | Mach 0,86                                          |                                                 |
| max. Flughöhe            | 12.500 m | 12.500 m | 12.500 m |                                                    |                                                    |                                                 |
| max. Startmasse          | 238 t | 233 t | 235 t | 251 t                                              | 251 t                                              | 227 t                                           |
| max. Landemasse          | 182 t | 182 t | 185 t (187 t Option) | 186 t                                              | 191 t                                              | 187 t                                           |
| Leermasse                | 120 t | 109 t | 122 t |                                                    |                                                    | 125 t                                           |
| typische Sitzplatzanzahl | eine Klasse: 404 (404 Eco) zwei Klassen: 293 (30 Business, 263 Eco) drei Klassen: 253 (12 First, 36 Business, 205 Eco)                                                                            | – | eine Klasse: 440 (440 Eco) zwei Klassen: 335 (30 Business, 305 Eco) drei Klassen: 295 (12 First, 42 Business, 241 Eco)                                                                            | maximal (nur Eco): 406 typisch: 220–260            | maximal (nur Eco): 460 typisch: 260–300            | –                                               |
| max. Frachtkapazität     | 27 LD3 Container bis 3 LD3 Container + 8 Paletten + 19,7 m³ Bulkcargo | 70 t (18 SBS + 4 SR Container oder 20 SR Container) | 32/33 LD3 Container bis 11 Paletten + 19,7 m³ Bulkcargo | 27 LD3 Container oder 8 Paletten + 3 LD3 Container | 33 LD3 Container oder 9 Paletten + 5 LD3 Container | 53 t                                            |
| Triebwerke               | zwei General Electric CF6-80E1A4 oder zwei PW4168 oder zwei Rolls-Royce Trent 772 | zwei General Electric CF6-80E1A4 oder zwei PW4168 oder zwei Rolls-Royce Trent 772 | zwei General Electric CF6-80E1A2 oder zwei PW4168/4164 oder zwei Rolls-Royce Trent 768/772 | zwei Rolls-Royce Trent 7000                        | zwei Rolls-Royce Trent 7000                        | zwei Rolls-Royce Trent 700                      |
| Schubkraft               | siehe Text | siehe Text | siehe Text | 2 × 302–320 kN                                     | 2 × 302–320 kN                                     |                                                 |
| max. Kraftstoffkapazität | 139.090 Liter bzw. 109.185 kg | 97.530 Liter | 97.286 Liter bzw. 76.370 kg | 139.090 Liter bzw. 109.185 kg                      | 139.090 Liter bzw. 109.185 kg                      |                                                 |
| Stromversorgung          | zwei 115 V ~, 400 Hz, 115 kVA triebwerkgetriebene Generatoren ein 115 V ~, 400 Hz, 115 kVA angetrieben von der Hilfsgasturbine zwei Bordbatterien, 28 V –, 37 Ah eine APU Batterie, 28 V –, 37 Ah | zwei 115 V ~, 400 Hz, 115 kVA triebwerkgetriebene Generatoren ein 115 V ~, 400 Hz, 115 kVA angetrieben von der Hilfsgasturbine zwei Bordbatterien, 28 V –, 37 Ah eine APU Batterie, 28 V –, 37 Ah | zwei 115 V ~, 400 Hz, 115 kVA triebwerkgetriebene Generatoren ein 115 V ~, 400 Hz, 115 kVA angetrieben von der Hilfsgasturbine zwei Bordbatterien, 28 V –, 37 Ah eine APU Batterie, 28 V –, 37 Ah |                                                    |                                                    |                                                 |
| Erstflug                 | 13. August 1997 | 5. November 2009 | 2. November 1992 | 6. November 2018                                   | 19. Oktober 2017                                   | 19. Juli 2018                                   |
| Indienststellung         | April 1998 (Canada 3000) | 20. Juli 2010 (Etihad Cargo) | 17. Januar 1994 (Air Inter) | 29. Oktober 2020 (Kuwait Airways)                  | 26. November 2018 (TAP Air Portugal)               | 9. Januar 2020 (Airbus Transport International) |